# 温斯顿·丘吉尔
溫斯頓·雷歐納德·斯賓塞·邱吉爾爵士，KG，OM，CH，TD，DL，FRS，PC (Can)，RA（英語：Sir Winston Leonard Spencer Churchill；1874年11月30日—1965年1月24日），20世纪英国保守党籍政治人物、演說家、军官、历史学家、作家与畫家，曾于1940年至1945年及1951年至1955年两度担任首相。
丘吉尔于1874年诞生于布莱尼姆宫，为贵族出身，其后毕业于哈罗公学及桑赫斯特皇家军事学院。早年曾入伍，并驻扎和游历过古巴、印度、南非等地，曾做过战地记者。1900年加入英国保守党，并当选为英国下议院议员，晋身政界。1904年至1924年间，其曾加入英国自由党，并在自由党政府中担任殖民地次官、贸易委员会主席和内政大臣等要职。第一次世界大战期间，担任第一海军大臣并曾赴法国前线参战；1930年代卸任海軍大臣后，丘吉尔率先呼吁英国重新武装，以应对納粹德國日益增长的威胁。
第二次世界大战爆发后，他再度出任第一海军大臣。1940年5月，他接替内维尔·张伯伦成为首相，領導了英国及同盟國对轴心国的战争，直至1945年战争胜利。同年，保守党在大选中落败，丘吉尔成为反对党领袖。1946年，其于美国发表《铁幕演説》，促使西欧各国对抗苏联及共产主义的威胁。1951年，丘吉尔再次当选为首相，并在其第二任期内专注于外交事务，尤其是英美關係。另一方面，尽管當時的非殖民地化風潮与民族独立运动风起云涌，但其仍旧坚持维护大英帝国的往日荣光，并派遣军队镇压起义。内政方面，其政府注重房屋建设工作，并研发核武。但在第二任期内，丘吉尔的健康状况日益恶化，并在1955年宣佈因身體原因辞去首相职务。隨後他一直担任下議院议员至1964年，并于1965年逝世，英国政府为其举行国葬。
邱吉爾被認為是20世紀最重要的政治领袖之一，其仕途涉足多个领域并历经两次世界大战，深刻地影响了20世纪的世界历史。2002年，在BBC舉行的一個名為「最偉大的100名英國人」的調查中，邱吉爾位列榜首。此外，他在文学上也有较高成就，曾於1953年获诺贝尔文学奖。然而，其帝国主义观点和种族主义言论亦饱受争议。

## 生平

### 家族背景与早年生活（1874-1892）

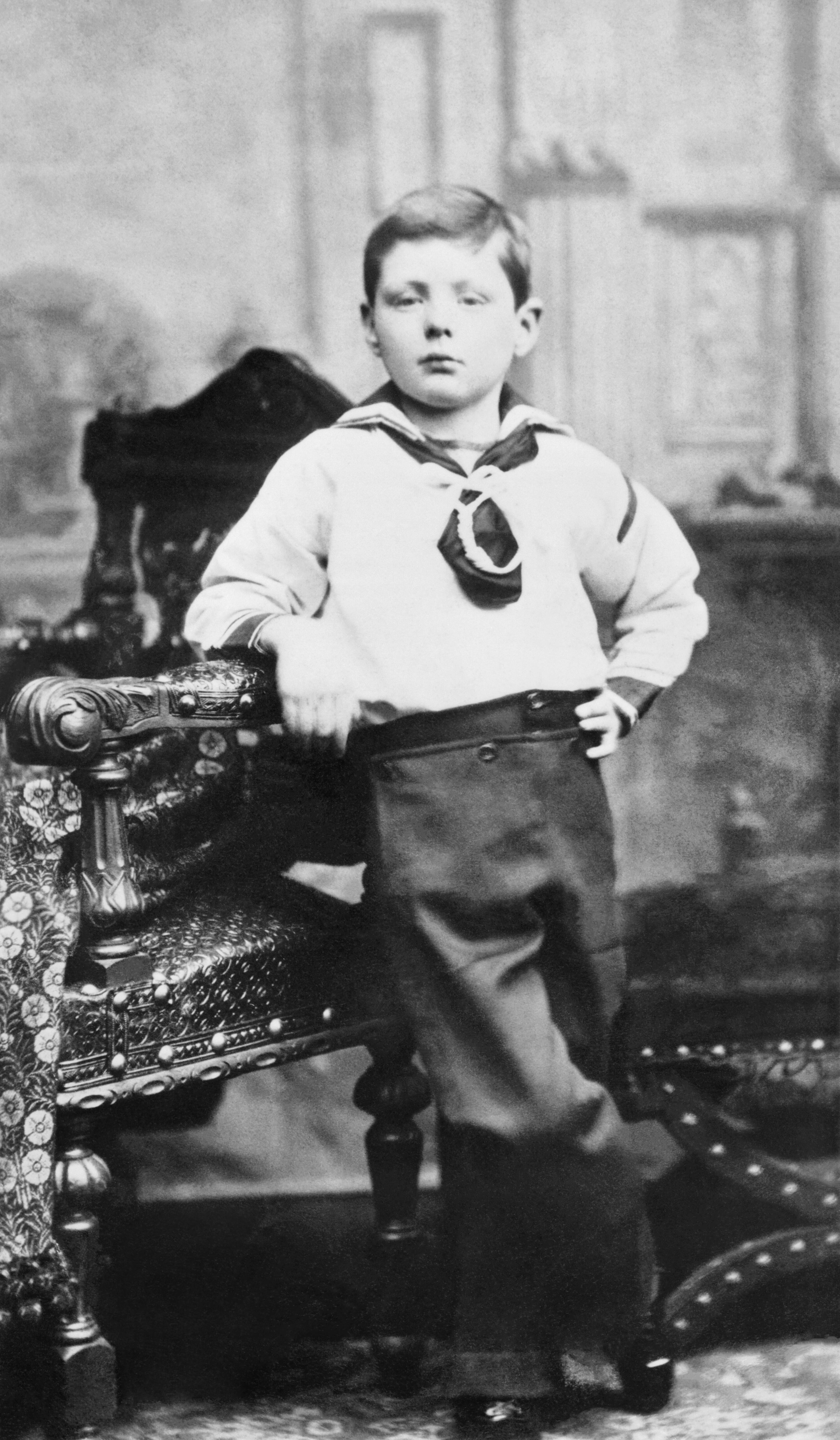
童年时期的丘吉尔，摄于1881年。

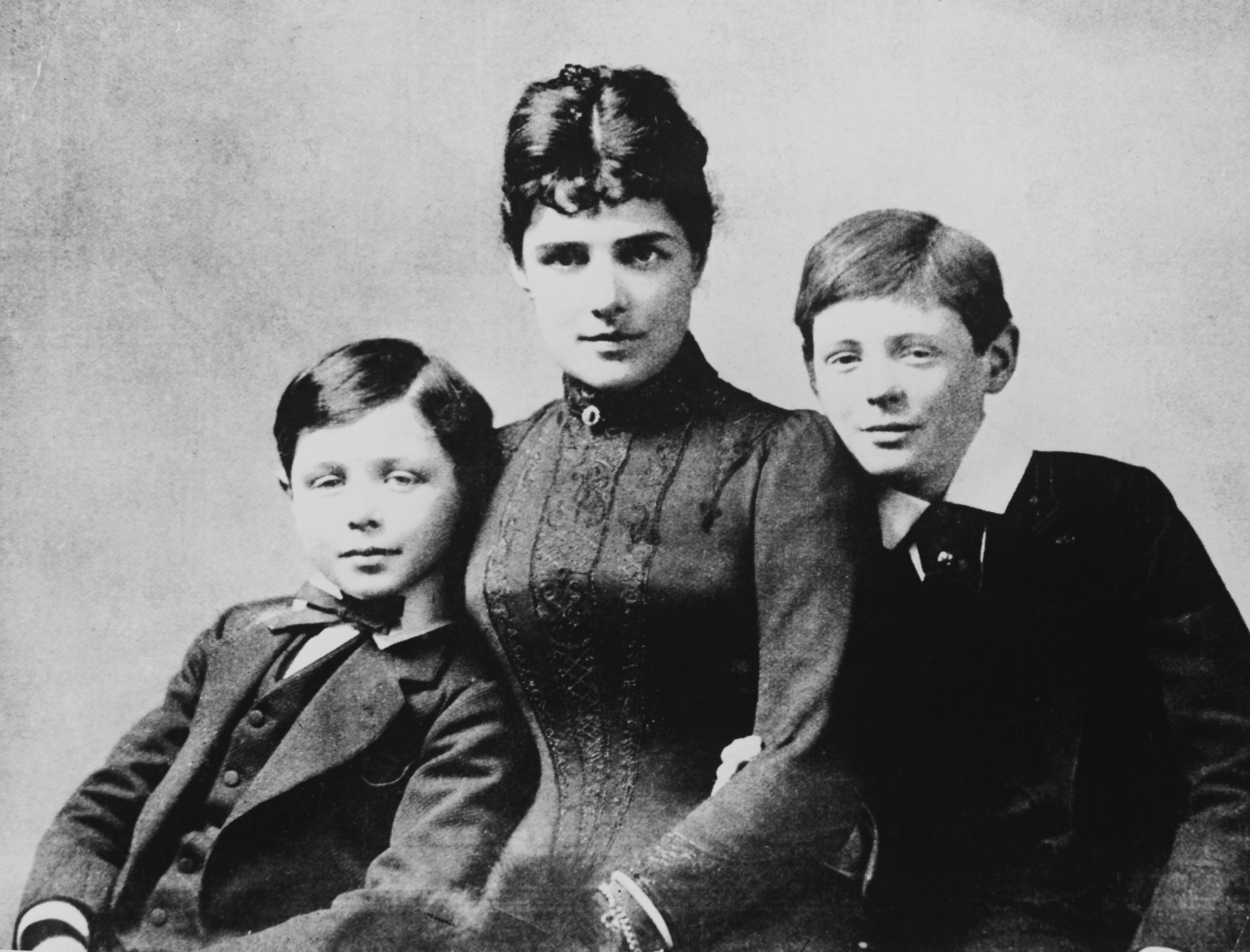
童年的丘吉尔（右一）与母亲在一起。

作为一个著名贵族世家的后裔，丘吉尔的完整姓氏为「斯宾塞-丘吉尔」。他的家庭是斯宾塞家族的一个分支，在18世纪晚期时才在姓氏后加入「丘吉尔」。他们这样做是为了强调他们是約翰·邱吉爾，第一代馬博羅公爵的后裔。（参见乔治·斯宾塞，第五代马尔博罗公爵）
1874年11月30日，丘吉尔出生於英国牛津郡伍德斯托克的布莱尼姆宫，是在父母完婚后的第8个月降临人世。父親倫道夫·邱吉爾勳爵是約翰遜·斯賓塞-邱吉爾，第七代馬博羅公爵的第三子，曾任財政大臣，母親名叫珍妮·杰罗姆，是美國富豪伦纳德·杰罗姆（Leonard Jerome）的女儿。温斯顿有一个弟弟，约翰·斯卷吉·斯宾塞-丘吉尔（1880-1947）。
與其他典型的貴族子弟一樣，邱吉爾在7歲時便被送到寄宿學校，並在1888年入讀哈罗公学。年少时的丘吉尔在学校十分顽皮、性格叛逆，學業成績除了英文科和歷史科的表現出色外，其他学科较差，因此常受老師責罰。此外，他曾是校內击剑冠軍。
由於父親在政界工作繁重，邱吉爾與父親的關係十分疏淡。雖然他的母親也甚少探望他，但兩人保持頻密的書信來往，因此邱吉爾與母親的關係十分親密。另外，邱吉爾與他的褓姆伊丽莎白·安妮·埃佛勒斯的關係也很要好。

### 軍旅与记者生涯（1892-1900）

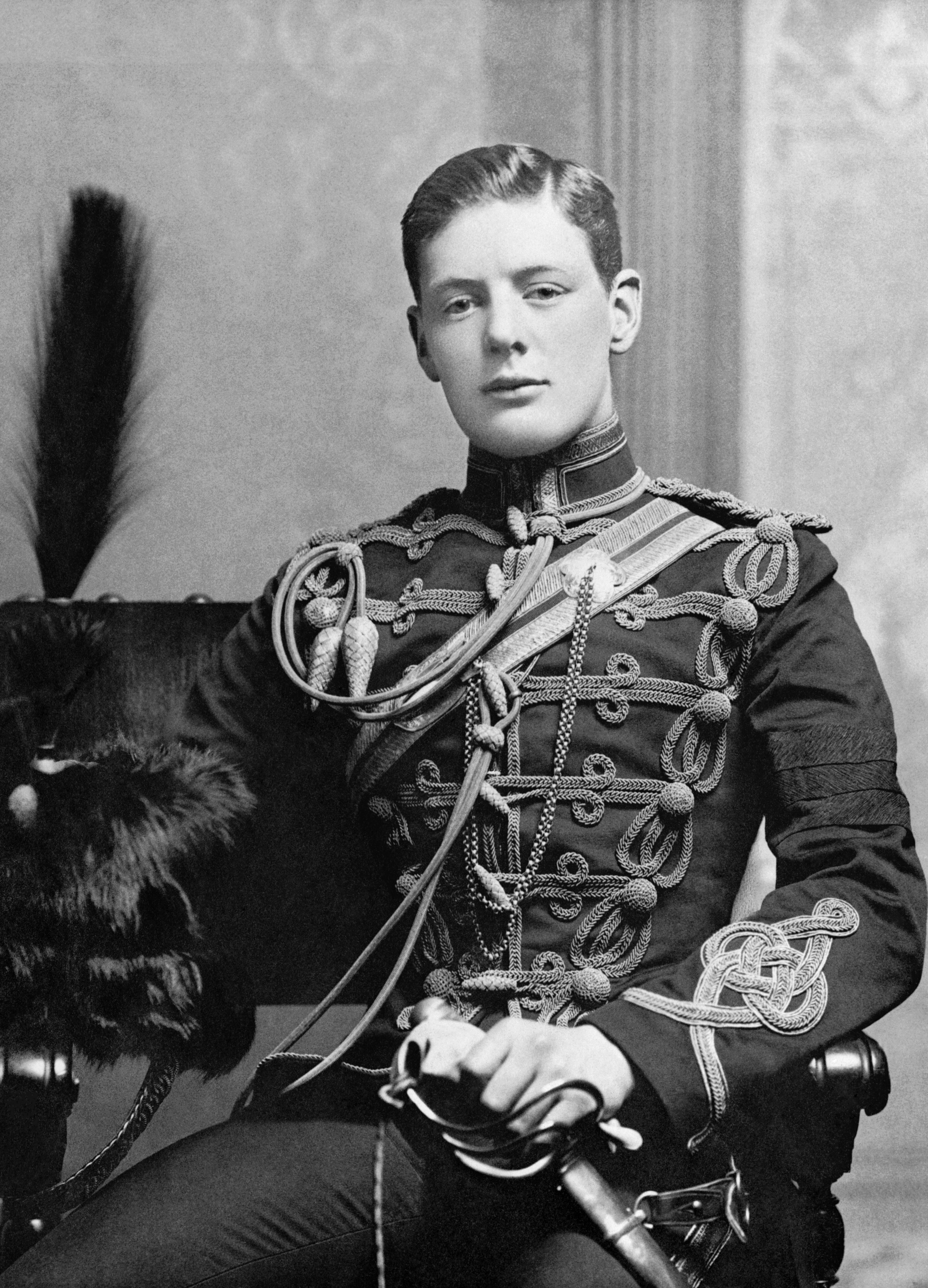
时年21岁的丘吉尔，摄于1895年。

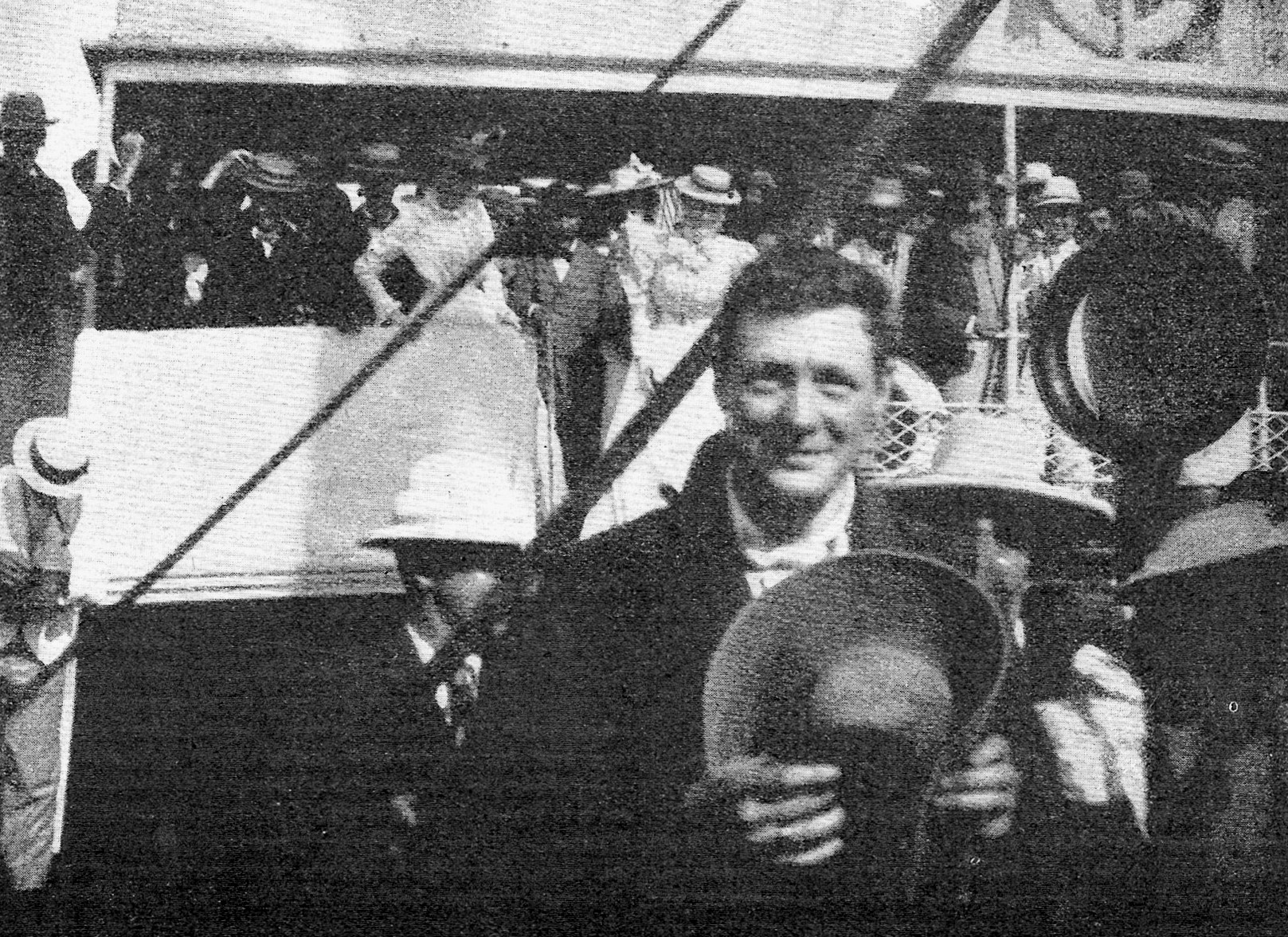
在南非的青年丘吉尔，此时的他作为记者在此报道第二次布尔战争，他也在此行中制造了使他声名大噪的越狱。

1892年12月，邱吉爾自哈羅公學畢業，此後經過三次入學考試，於1893年考入桑赫斯特皇家军事学院，並於次年12月畢業，其在130名畢業生中排名20。不久後，1895年1月，其政坛上不得志的父亲病故，父親去世一個月後，他以陸軍少尉的身份加入了女皇第四輕騎兵團。
1895年10月，丘吉尔利用假期和朋友一起到古巴亲身体验一下西班牙和古巴人民起义的战争。由于其父亲的关系，丘吉尔被英国情报部门相中，啟用他负责收集西班牙军队所使用的枪弹的情报，此外，《每日纪事报》也聘请他为随军记者，为该报发稿。一个月后，历经了战火、身怀一枚西班牙红十字勋章的丘吉尔回到英国。此番古巴之旅使丘吉尔對記者職業與寫作產生了情結。
1896年，丘吉尔随部队调往英属印度，在當地，他除了熱衷打馬球外也花了不少时间阅读了大量的歷史、哲学書籍。次年，印度北方部落發生反抗英军的武装起义，丘吉尔得知消息后立即请假，以《加尔各答先驱报》和《每日电讯报》记者的身份親赴事發地采访英国的军事行动，隨後，他在向两张报纸所发出的稿件的基础上加入自己收集到的其他资料，写出了自己的首部著作《马拉坎德野战军纪实》，该书於1898年在英国出版。之后，他又相继出版了自己的小说《萨伏罗拉》和有关英国和苏丹战争的《河上之战》，繼續在文學創作上拓殖。
1899年，丘吉爾離開軍隊，打算在政坛发展，因而在英國議會補選中代表保守黨競選奧尔德姆（Oldham）選區的議席。該區共有兩個議席，但丘吉爾在補選中的得票數僅居第三，其首次試水政治的嘗試因而沒有成功。落選後，丘吉爾再次拿起筆桿，於同年9月以《晨邮报》隨軍记者的身份前往南非，采访第二次布爾戰爭，在随英军士兵行伍途中，他曾被布爾人俘虜（據聞是被日後成為南非總理的史末資所擄），被關押在普勒多利亞的戰俘營。丘吉尔虽然僅是随军记者，但因携带武器并参加了部分战斗，被布尔人拒绝释放。当年12月，丘吉尔独自一人於此成功越狱，在当地一个英国侨民的帮助下逃到了洛伦索－马贵斯（今莫桑比克首都马普托）的英国领事馆。这一經歷使得他在英国的名声大噪。返國後，他出版了兩本有關布爾戰爭的書，名叫《倫敦至萊迪史密斯，途經普勒多利亞之旅》和《伊恩·哈密爾頓的行軍》，分別於1900年5月和10月出版。

### 早期政治生涯（1900-1922）

#### 晉身议会

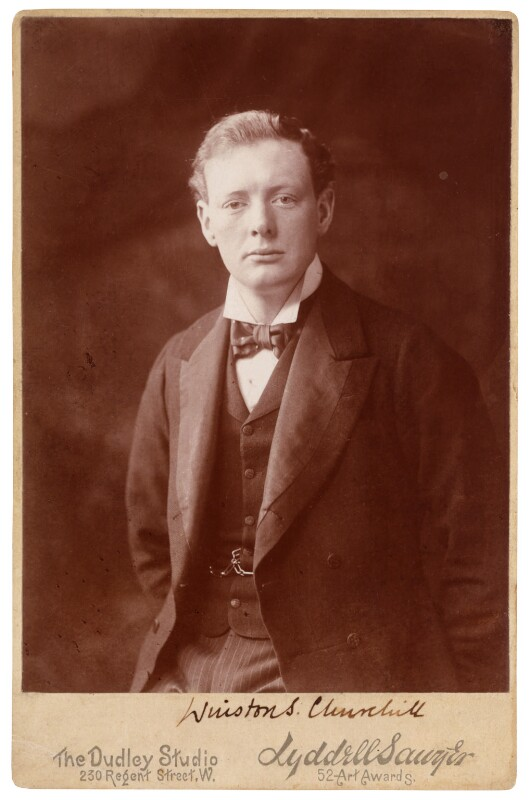
1901年，成为国会议员不久后的丘吉尔。

1900年3月，親历數次战爭的丘吉尔回到英国，通过越狱事件而闻名全国的他决定抓住机会再戰政壇，他在1900年的大选之中再次代表保守黨參選奧爾德姆選區議員，結果成功當選，由此开始了其长达60余年的政治生涯。當時的邱吉爾年仅26歲，是下議院最為年輕的議員之一。
邱吉爾雖然當選，卻未出席國會開幕大典，反而周遊英國和美國等地，並成功為自己籌得10,000鎊經費（當時的國會議員並不支薪，邱吉爾當時的家境也不算富裕）。在美國，他曾會晤馬克·吐溫和时任美国总统西奧多·羅斯福等人。
1901年2月，丘吉尔返回英国，正式履職議員。在议会中，丘吉尔虽屬保守党成员，却抨击保守党政府的多项政策，批评政府在布爾战争中的政策，并坚持反对政府的扩军计划。在成功阻挡政府的扩军提案后，丘吉尔在貿易问题上對政府也有不同意見：他公开反对自由聯合黨約瑟夫·张伯伦議員（後來的首相內維爾·張伯倫之父）的貿易壁壘政策，坚持自由贸易原则。由於自由聯合黨是和保守黨合作的，遂使他与保守党分道揚鑣（自由聯合黨後來併入保守黨）；1904年起，他開始自称為“独立的保守党人”，并最终于1905年1月被保守党註銷党籍。4个月后，他加入了自由黨，成為反对党的成員。雖然邱吉爾改弦易轍，但他仍一直保有Oldham的議席。在1906年的大選中，丘吉尔代表自由黨當選为曼徹斯特西北（Manchester North West）選區的議員。

#### 殖民地与内政事务

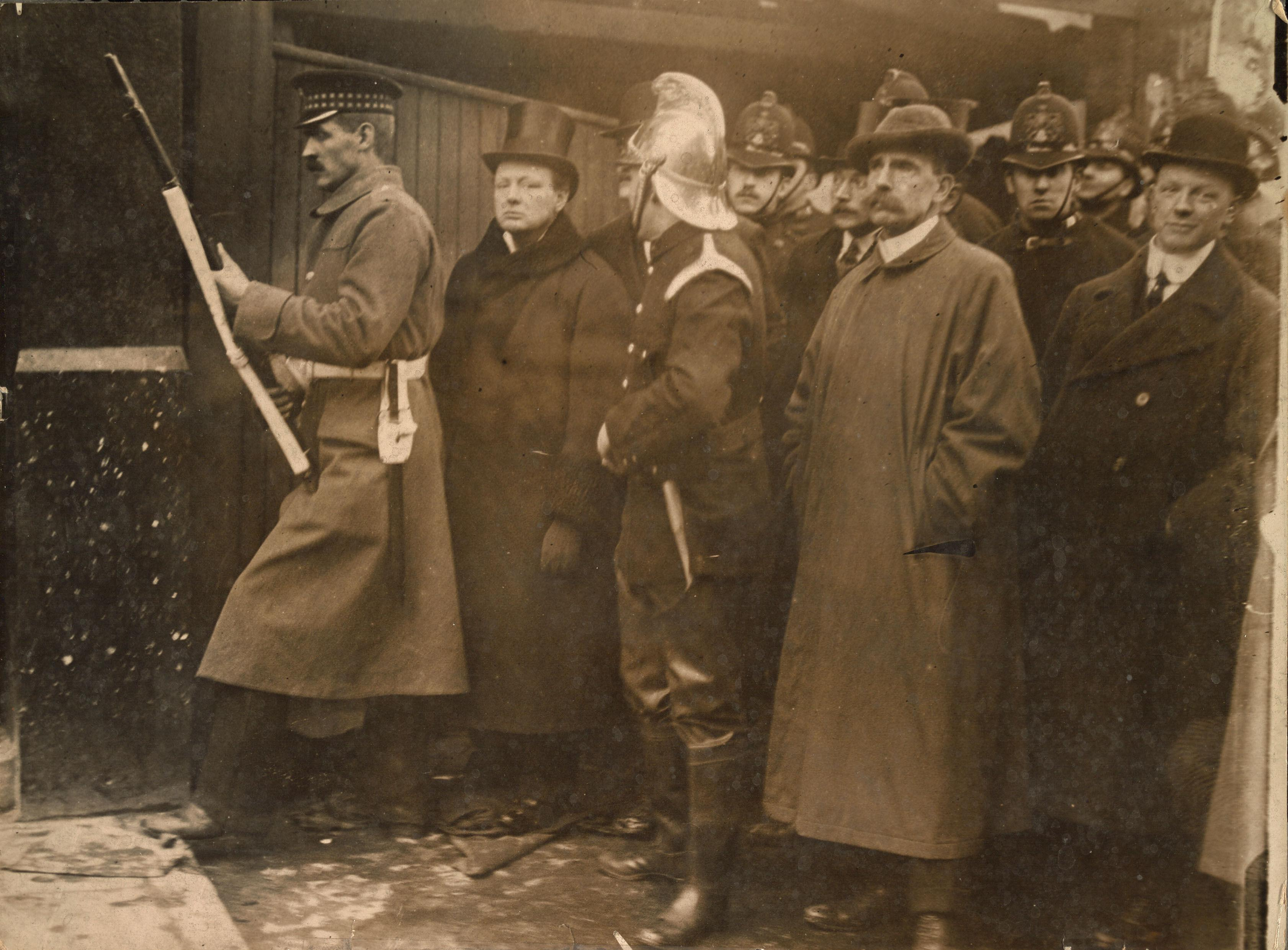
1911年1月，时任内政大臣的丘吉尔（左二）到现场視察錫得尼街之圍。

在自由党的亨利·坎貝爾-班納文政府于1905年12月上台执政后，丘吉尔获命为殖民地次官。在任内最重要的成就乃推动南非取得自治地位、解決南非的「中國奴隸」問題，以及繼續提倡自由貿易。1908年，阿斯奎斯繼任首相，丘吉尔意外地被任命为貿易委員會主席，正式进入内阁。根據當年法律，新晉內閣者須盡速參與補選，結果邱吉爾失去了曼徹斯特的議席；未久即經由另一次補選在丹地（Dundee）選區勝出。任内推动了工人失业和伤残者的强制型保险，并擋下海军增加财政预算，此外，他更與當時的財相戴维·劳合·乔治合作，推出人民預算，使上議院交出大部份權力。
在1910年，丘吉尔升任内政大臣，这是他首次在政府内阁担任主要职务。在此期间，虽然他在狱政改革方面有贡献，但由于面对工人游行罢工时所采取的強硬态度而備受指责；任内他曾经多次下令军警镇压罢工和游行活动。最著名的一次行动是发生在1911年1月的“錫得尼街之圍”，当警方獲悉有一伙东欧无政府主义者抢劫了一家珠宝店后，丘吉尔亲自抵達现场指挥包围行动，珠寶店隨後發生火警，邱吉爾不准消防隊救火，迫匪徒在自首或被火燒死之中擇一。一名摄影记者拍下丘吉尔在现场的照片，事件被大肆渲染，保守党黨魁亚瑟·贝尔福嘲讽丘吉尔道：“他（丘吉尔）和那名摄影师都将自己宝贵的生命置之不顾。我知道这位摄影师正在做什么，但这位可敬的绅士又在做什么？”

#### 初掌兵事与一战
1911年10月，丘吉尔获任命为第一海軍大臣，一开始时他和他的下属有許多磨擦；丘吉尔要求下属官员严格服从自己的號令，将不从於自己的官员革职，丘吉尔並允许基层官兵发表批评自己长官的言论，虽然在基层中頗受好评，却使得直属海军大臣的四名海务大臣對邱吉爾心生反感。上任海军大臣后，丘吉尔一改过去一味要求裁减军费的作风，大力發展坦克和航空技術，和堅決守護英國在美索不達米亞的石油利益。此外，他決定與德國展開海上軍備競賽、大量製造無畏艦，以确保英国在海军方面保持領先的优势。
1914年7月，第一次世界大战爆发。次年1月，丘吉尔批准了海军攻取达达尼尔海峡的计划，但是海军最后无法攻下该海峡，却付出了巨大代价；英国在战事之初的优势盡失，也使得丘吉尔成为保守党猛烈攻击的对象。5月，已经决定要与保守党人共组联合政府的阿斯奎斯首相免去邱吉爾的第一海軍大臣職務，改任兰开斯特公爵郡大臣。備受排挤的丘吉尔决定辞职，但保留下議院議員的身份，赶赴法国西线亲與战争。

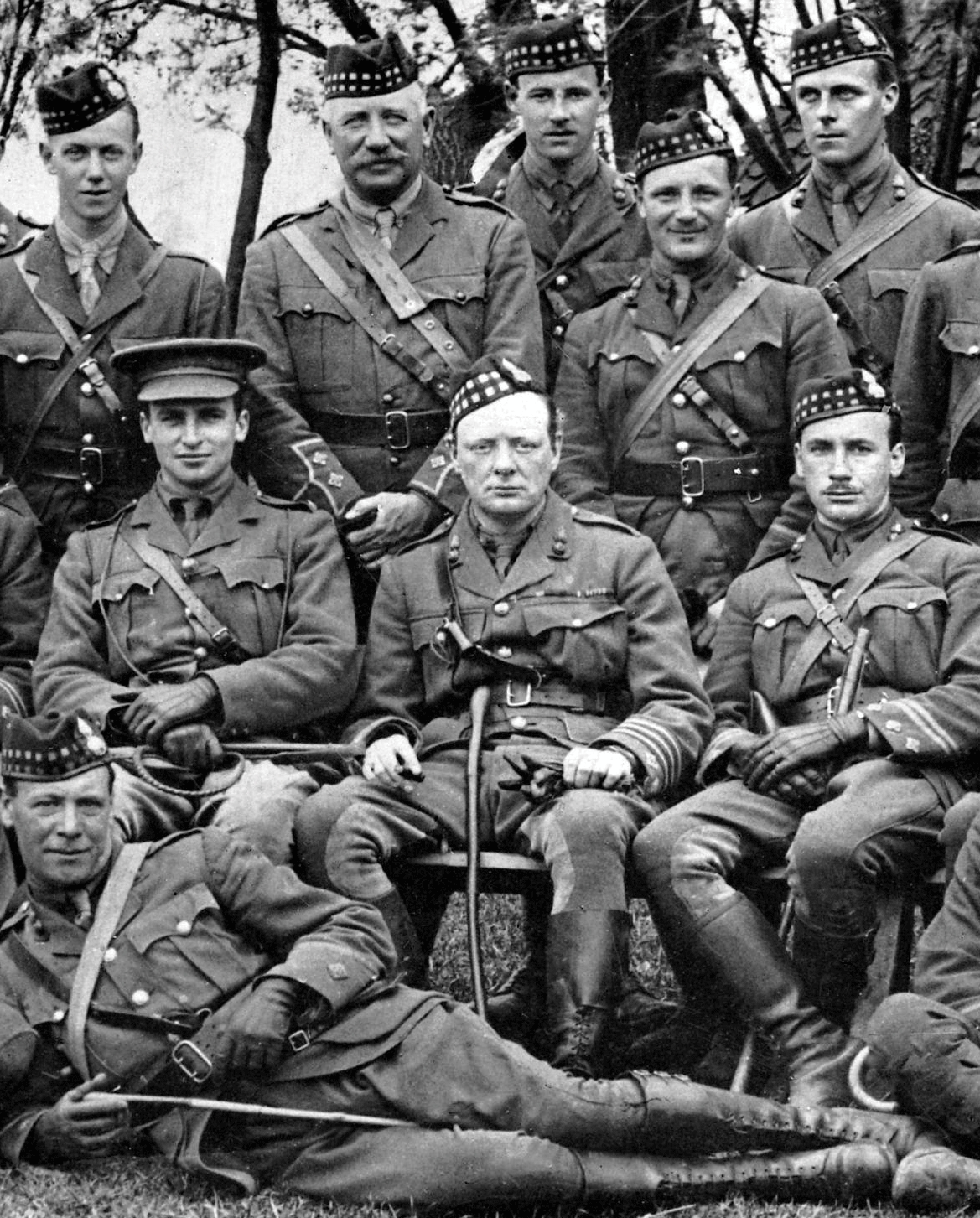
一战中的丘吉尔（图中前方中间者），摄于1916年的法国-比利时边境。

1916年5月，丘吉尔卸任皇家蘇格蘭毛瑟槍團第6營營長，退出戰場，回到議會。適逢阿斯奎斯首相在同年12月請辭，並由勞合‧喬治接任。勞合‧喬治本想起用邱吉爾，無奈擔心會與保守黨決裂而放棄。到了1917年1月，於1916年6月成立的達達尼爾海峽戰事調查委員會發表報告，將事件的核心問題歸咎於前首相阿斯奎斯和陸軍大臣，而邱吉爾在事件中的責任被認為非關重大，使丘吉尔獲得重返政壇的機會。
1917年7月，劳合·乔治宣布任命丘吉尔为軍需部長。劳合·乔治原本准备让丘吉尔担任更高的职务，但与自由党合组政府的保守党人坚决反对而作罢。而即使是任命丘吉尔为军需大臣也引起了一场大风波，當時的舆论与保守党人都强烈的反对，但是在首相的坚持下丘吉尔仍獲任命。丘吉尔在军需大臣任内推动了多项对今后战争有深远影响的新政策，包括坦克、飞机和化学毒气。在丘吉尔的提议下，英国迅速扩大了坦克的生产规模，此外还极力推动飞机在战争中的应用，他本人甚至也能駕駛飞机。
1919年11月英国举行一战后的首次大选，选后丘吉尔在内阁任陸軍大臣兼空軍大臣；開始调整英国军队的結構，并且主张积极干预俄国内战。他称英国应该让布尔什维克主义“胎死腹中”，将共产党人称为“残暴的大猩猩”。丘吉尔从此以坚定的反共立场而闻名（唯一的例外是在第二次世界大战中與蘇聯合作抗德）。1921年，丘吉尔转任殖民地大臣，开始与爱尔兰新芬党谈判，並簽署《英愛條約》，最终允许爱尔兰成为英帝国内的一个自治领。

### 两战之间（1922-1936）

#### 低潮涌现
自由党在1922年的大选中惨败，多年的战争使得选民变得左倾，原本支持自由党的选民大批大批地倒向工党。而邱吉爾也失去了自己在邓迪的議席，並只能離開那裡。離開時，他提到自己「沒有官職、沒有議席、沒有政黨、沒有闌尾（他在選前接受了割闌尾手術）」。次年，英國再度舉行大選，丘吉尔以自由黨候選人的身份參選，卻在萊斯特（Leicester）選區中落敗，而工党则在同年大選获胜，並籌组了第一屆的工党政府。丘吉尔意识到自由党的势力已经开始衰微，很难再成为政坛上可以与保守党抗衡的政治力量，于是逐渐疏远自由党，並在數月後以「獨立反社會主義人士」的身份競選倫敦某選區的補選，以43票之差落败。著名的剧作家蕭伯纳在竞选期间写了一封信给丘吉尔，讽刺他的对俄政策，指他自己无法支持一位“花了英国人1亿英镑试图将俄国的时钟拨回封建时代”的候選人。

#### 重返保守党与财政大臣
1924年大選，邱吉爾再度參選，今次雖然他以「獨立憲制派人士」的身份候選，但背後其實得到保守黨的支持。最終在埃平（Epping）選區當選，並在翌年正式重返保守黨。邱吉爾自評道：「任何人都可以轉黨，但轉兩次黨便需要點智慧。」
1924年的大選同時使保守黨重新上台，新首相斯坦利·鲍德温隨即任命邱吉爾为财政大臣，这是英國内阁中地位仅次于首相的要职，也是丘吉尔父亲曾经担任过的职务。但是丘吉尔本人对财政並非在行；在任内推动了英国重新采用金本位，这一决策后来被著名的剑桥大学经济学教授凯恩斯批评，给英国经济带来负面影响，並引發全球經濟衰退，而英国商品在国际市场上的价格則攀升了12%。金本位制最终在1931年被取消。到1926年，英國職工大會因矿工薪资问题宣布全国大罢工，丘吉尔在罢工中采取强硬立场。由於印刷工人也加入到罢工行列中，报纸无法出版，丘吉尔下令由政府发行《英国憲報》，宣传政府的政策，此外，他在《憲報》也提出，「要麼由國家粉碎大罷工，要麼大罷工來粉碎國家」。然而，邱吉爾在後來憶述，當時的決定是他一生中犯下的最大錯誤之一。他曾表示，當時的經濟政策實際上皆由在任的英倫銀行行長，孟塔古·諾曼所建議。

#### “困惑岁月”
1929年5月英国大选，这次选举中丘吉尔本人险胜，但是在全国，保守党和自由党惨败，拉姆齐·麦克唐纳的工党政府重新执政。他在议会中除了反對政府提出的印度自治方案，又提倡應該与国大党谈判，使他與支持印度自治的保守黨日漸疏遠，而麥克唐納在1931年組織聯合政府沒有邀請他。这段后来被称为“困惑岁月”的日子是丘吉尔政治生涯中的最低潮；他花大部分的时间于写作上，著作包括已经在连载中的《世界危机》以及《我的早年生活》，还有一本关于祖先第一代马博罗公爵的传记。此外他还访问美国，拜访美国各界人士和政治领袖。1931年12月，在丘吉尔的第二次美国之行中他遭遇车祸，内脏严重出血，幸好治療得当，住院8天后就出院。

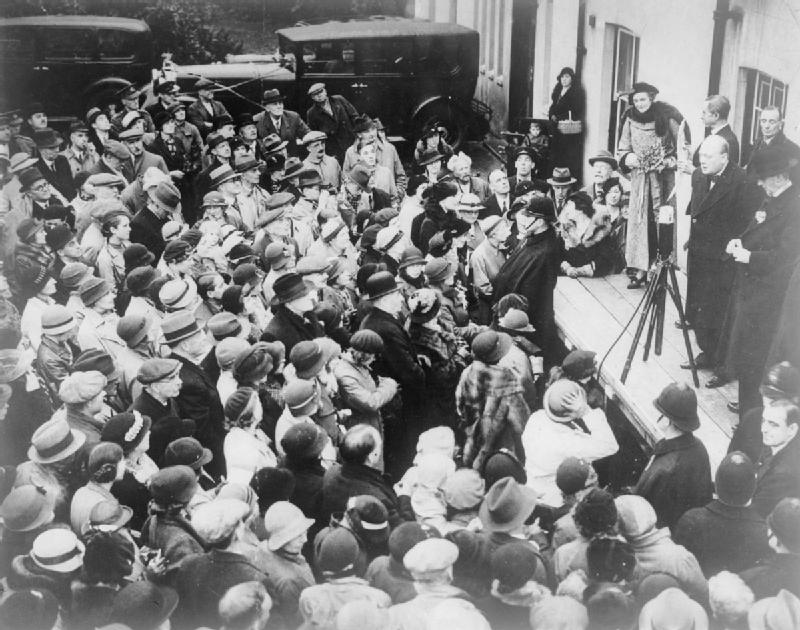
1935年，为自身的议员选举造势的丘吉尔（图中右侧台上）。

1936年，英國爆發了愛德華八世退位危機。愛德華八世為後世推崇為「不愛江山愛美人」的浪漫典型，選擇了退位。邱吉爾對此十分敢言，他支持英皇，认为他根本無須退位。丘吉尔的言論使當時輿論認為，如果邱吉爾一方獲英皇垂青的話，也許將會委任他為首相，因为当时比丘吉尔更有威望组阁的资深政治家劳合·乔治身处国外，丘吉尔确实有可能成为首相。但此事沒有發生，而邱吉爾在政治上卻更形孤立。惟此說忽略了西敏制，首相是由政治聯盟或執政黨成員推派而出任，再請英皇授命認可；並非由英皇選擇。

### 二战风云（1936-1945）

#### 被一再忽视的严重警告

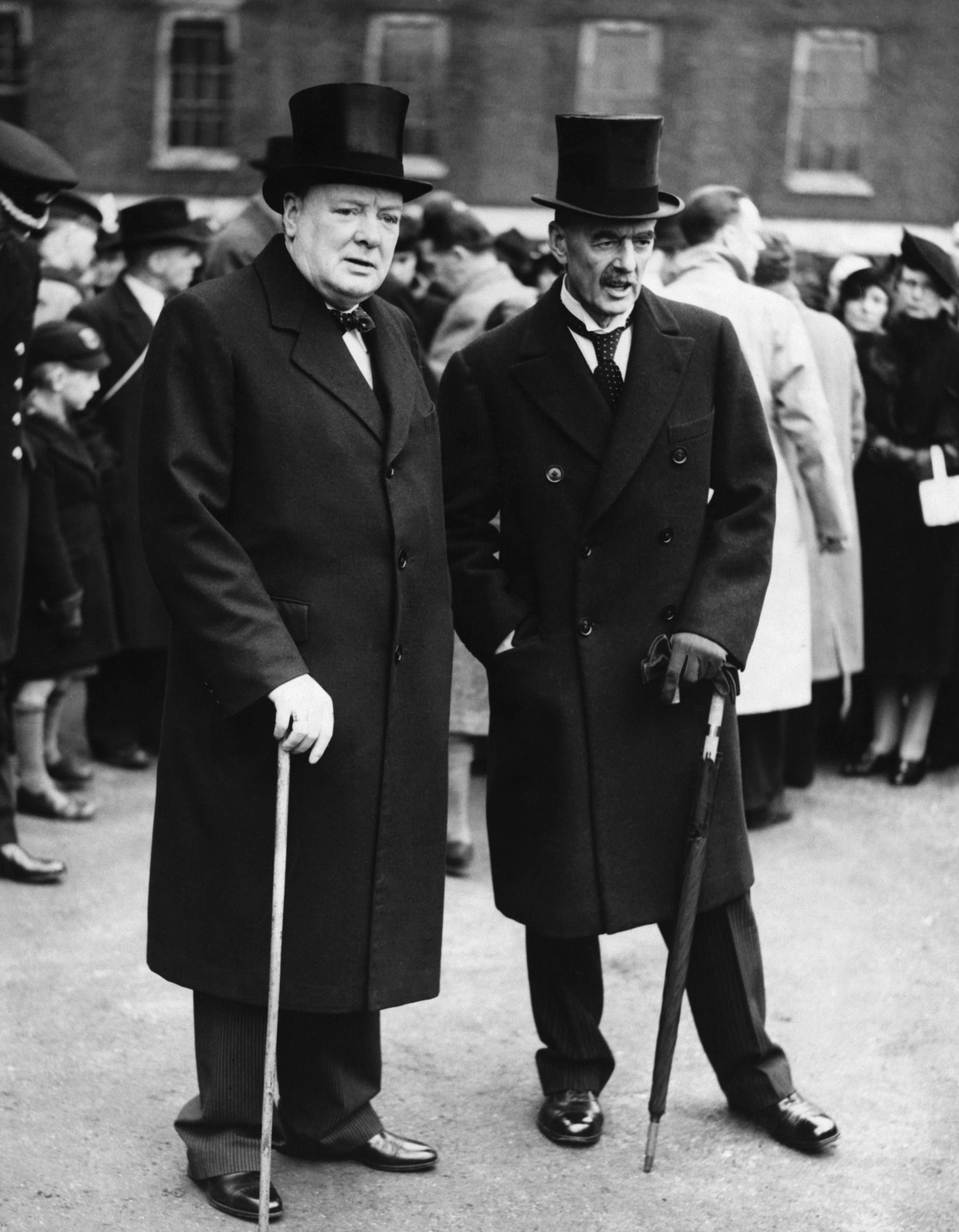
丘吉尔与张伯伦，摄于1935年。

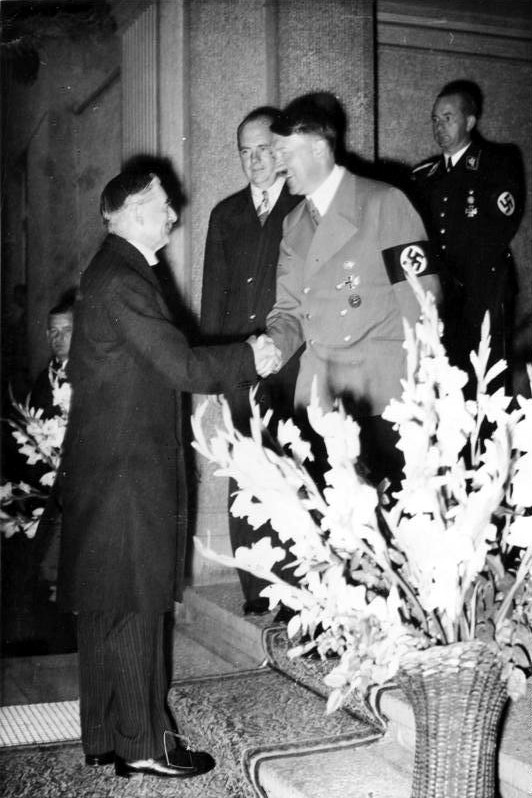
1938年9月，时任英国首相的张伯伦与希特勒在德国慕尼黑会晤，此行中《慕尼黑协定》被签署。

自从一战结束后，英国便一直瀰漫着和平主义的气氛。上至政党领袖，下至平民百姓都在鼓吹裁军，因为大家都认为如此残酷的战争再也不会有了。
但知晓形势且参与了战争的丘吉尔则不然，他是当时國会中极少数反对裁军的議員之一。丘吉尔认为，德国在戰後所負擔的沉重赔款产生的巨大仇外情绪往后將會演變成破壞《凡尔赛条约》的力量。尤其是在1933年阿道夫·希特勒领导的纳粹党在德国上台执政后，他更是严厲警告希特勒及其法西斯独裁政权将会给欧洲带来灾难，如果不加以阻止，会导致不堪设想的后果。他提议英国不应放松警惕而应当重整军备，并鼓励盟友法国加强其军事势力，而不是“裁减你的武器，增加你的义务”。然而，在和平主义的大环境之下，多数人都将他的警告视同危言耸听。
1936年3月，希特勒在德国国会宣布，德军已经重新占领了莱茵兰非军事区。对这一明确违反《凡尔赛条约》的行为，英法两国都未表示强烈的反对。丘吉尔则对此警告称，此举不仅违反条约，而且对荷兰、比利时和法国都造成威胁。因此他再次呼吁，英国应该向法国提供軍事协助，以维持欧洲大陆的軍力平衡。
1938年3月11日，德國兼并奥地利；4月，在希特勒的教唆下，位于捷克斯洛伐克境内日尔曼人的聚居区苏台德地区的纳粹黨人提出自治；7月，英国首相内维尔·张伯伦派出代表团访问捷克，讨论和平解决苏台德问题。9月15日，实行绥靖政策的张伯伦亲自访问慕尼黑，与希特勒商讨苏台德问题。会谈中，希特勒明确提出要捷克斯洛伐克割让苏台德，张伯伦表示同意。在得到法国首肯的情況下，張伯倫返國後聯同法國總理達拉第指示两国驻捷克的公使，于9月20日拜会捷克总统贝奈斯，极力游说他接受希特勒的要求。得知消息后，丘吉尔旋即向新闻媒体发表声明：“这无异是西方民主国家向纳粹武力威胁的彻底投降……”。9月22日，事态进一步恶化：希特勒提出了具体的时限：捷克政府必须在9月28日下午2时之前决定好，否则德国就将发起进攻；英国的内阁表示无法接受，战争一时间似乎近在眼前。
9月28日，由意大利领导人墨索里尼出面邀请英法德意四国领袖在慕尼黑召开会议，此次邀约使得一向绥靖避战的张伯伦喜出望外，次日即赶到慕尼黑与会。丘吉尔认识到张伯伦有可能做出让步向希特勒妥协，因此提议由反对党和保守党议员中持反对意见的人士发表联合声明，敦促张伯伦坚持立场，但仍旧无人附议。9月30日，慕尼黑会议结束。如丘吉尔所料，英法两国接受了希特勒的要求，簽署了《慕尼黑協定》，迫使捷克从10月1日起撤军，否则战争一旦爆发，英法将不支援捷克。此事在历史上也被称做“慕尼黑阴谋”。随后，张伯伦高兴地带着希特勒一份保证不会有进一步领土要求的声明回到伦敦，以胜利者的姿态接受欢呼：“在我国历史上这是第二次把光荣的和平从德国带回唐宁街。”
此时的议会中，只有丘吉尔等少数人还在公開抨击绥靖政策，他直言道：“我们已经遭到一次完全、彻底的失败。”他的言论仍旧引起諸多抗议和嘘声。此外，由于其反对绥靖政策的立场，丘吉尔还一度遭到自己选区的保守党党部弹劾动议，最终以3比2的信任票保住自己的议席。
此时此刻，在海峡对岸的欧洲大陆上，大战的引信早已被点燃。1939年3月，納粹德国吞并了捷克的剩余部分，斯洛伐克则在德国的支持下独立，绥靖政策宣告失败。3月31日，张伯伦在下院发表演讲时保证，如果波兰被侵略，英国将出面支持波蘭。
1939年9月1日凌晨4时许，德国军队依照希特勒蓄谋已久的作战方案，突然入侵波蘭，第二次世界大战全面爆发。丘吉尔后来将二战称为“非必然的战争”，认为这次战争原本在开始时就可以轻易制止，但因英国人民的“不明智、麻痹大意和好心肠而让坏人重新武装”。

#### 走上战场

丘吉尔领导的战时内阁合照，1940年5月

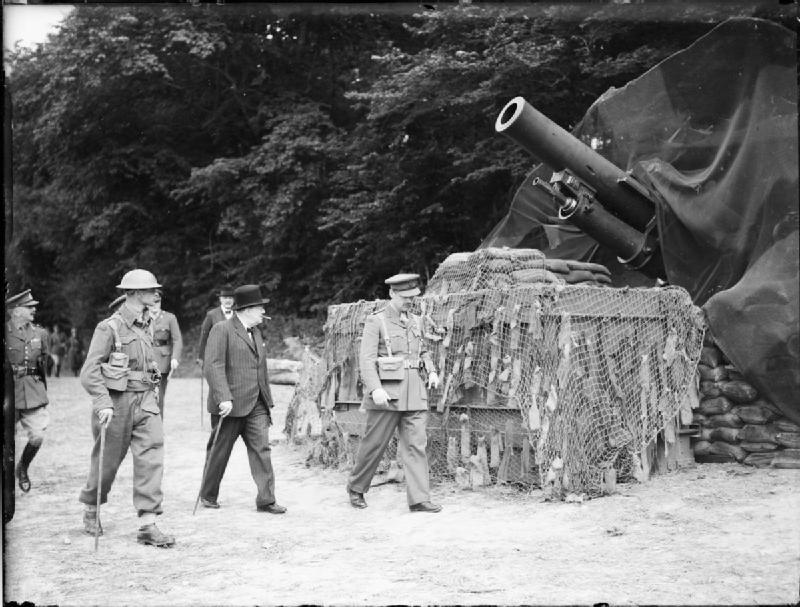
1940年7月，丘吉尔（右二）在一处海滩视察前线军备

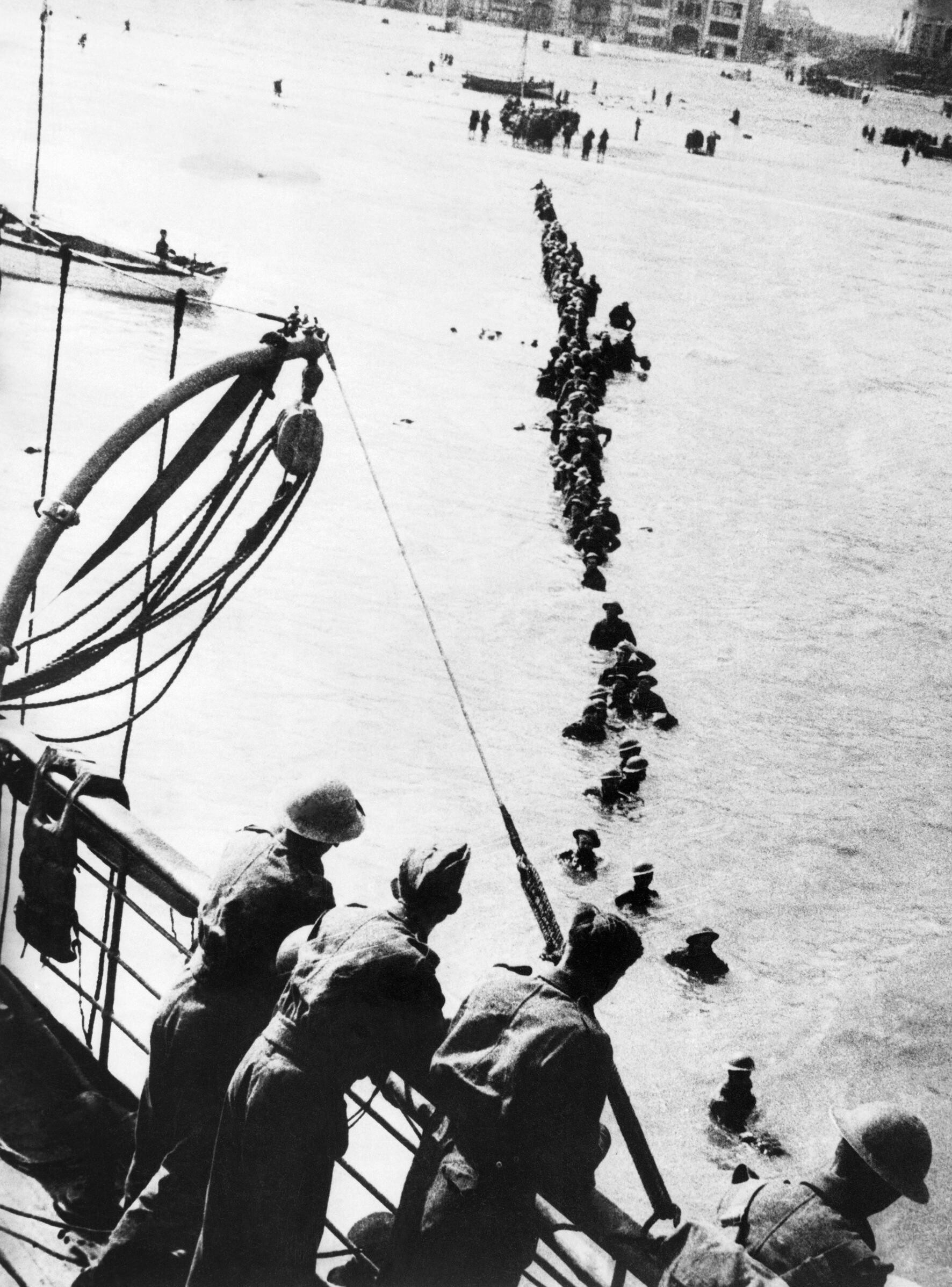
自敦刻尔克海滩涉水准备上船撤退的英国军队，1940年5月

战事全面爆发的数小时后，1939年9月1日早晨，张伯伦召见丘吉尔，邀请他加入战时内阁。9月3日，丘吉尔被任命为第一海軍大臣。由于战事进展不顺利，下院议员们在1940年5月对政府提出了不信任动议，矛头直指张伯伦。在1940年5月8日的投票中，执政党內閣虽然以81票的多数赢得信任案，但是张伯伦已感覺到自己无法继续执政，因此准备辞职。他原本希望由外交大臣、绥靖政策的积极贯彻者哈利法克斯勋爵接任，但由於他是上議院議員而作罢。經過三大黨派的磋商，張伯倫最终決定请邱吉爾接任首相与保守党领袖，迎战德国。于是他立刻向国王喬治六世提出辞呈，并建议由丘吉尔组織聯合政府。
1940年5月10日下午6时，喬治六世召见丘吉尔，請他组阁并出任首相；一小时后，丘吉尔会见了反对党（工党）领袖艾德礼，邀请工党加入内阁并获得支持。自此，英国的新一届战时联合政府正式成立：保守党领袖丘吉尔为首相，工党领袖艾德礼为副首相。傳統上，新任首相會向前任寫一封表示惋惜的信件，但邱吉爾打破傳統，沒有寫信給張伯倫。此外，邱吉爾在內閣還兼任國防大臣。

1940年5月13日，丘吉尔首次以首相身份出席下议院会议并发表了就职演說，其中提到：
我在此告诉议会，就像我告诉加入本政府的各位成员那样：我所奉献的将只有热血、辛劳、眼泪和汗水。我们面临着最为严峻的考验。我们面临着是漫长的斗争与苦难。你们问：我们的政策是什么？我会说：要尽我们的所能从陆海空三个方面支援战争；要支援这场针对人类黑暗和叹为观止的罪行史上从未有过的骇人暴虐政权的作战，这便是我们的政策。你们问：我们的目标是什么？我可以用一个词来答复：胜利，不惜一切代价去争取胜利，无论多么恐怖也要争取胜利，无论道路多么遥远艰难，也要争取胜利，因为没有胜利，就无法生存。
最终，下议院最终以381票对0票的绝对优势，表達了对丘吉尔內閣的支持。
上任后，丘吉尔首先访问法国，他惊讶地得知法軍情勢之惡劣，但是他向法国领导人表明，即使法国被打败了，英国仍将继续战斗。5月26日，丘吉尔下令撤出在法的英军，代号为“发电机计划”的敦刻尔克大撤退开始，同時，希特勒因害怕步兵無法追上裝甲部隊而下令停止進攻。在短短的8天中，被围困在敦刻尔克周围一小块地区的盟军奇蹟般地撤出33万多人；政府号召英国沿海居民利用自己的小艇救援在海峡对岸的士兵，连海军部的军官们也亲自加入救援行動。6月4日，丘吉尔在下院通报了敦刻尔克撤退成功，但是也提醒靠撤退并不能够赢得战争。当日，丘吉尔也发表了他在二战中最著名和最鼓舞人心的一段演說：
我们将战斗到底。我们将在法国作战，我们将在海洋中作战，我们将以越来越大的信心和越来越强的力量在空中作战，我们将不惜一切代价保卫本土；我们将在海滩作战，我们将在敌人的登陆点作战，我们将在田野和街头作战，我们将在山区作战，我们绝不投降；即使我们这个岛屿或这个岛屿的大部分被征服并陷于饥饿之中——我从来不相信会发生这种情况——我们在海外的帝国臣民，在英国舰队的武装和保护下也会继续战斗，直到新世界在上帝认为适当的时候，拿出它所有一切的力量来拯救和解放这个旧世界。

6月13日，丘吉尔第五次也是最后一次以英国首相身份访问法国，游说法国政府继续作战。但是此时的法国政府已经决定投降，法國的戴高乐将军也于6月17日流亡至英国。次日，丘吉尔在议会发表了另一篇鼓舞士气的演說，其中提到：
让我们勇敢地承担义务，這樣如果大英帝国和她的联邦可以留存千年的話，人们仍然會这么说：‘这是他们最光辉的时刻。’

#### 捍卫不列颠

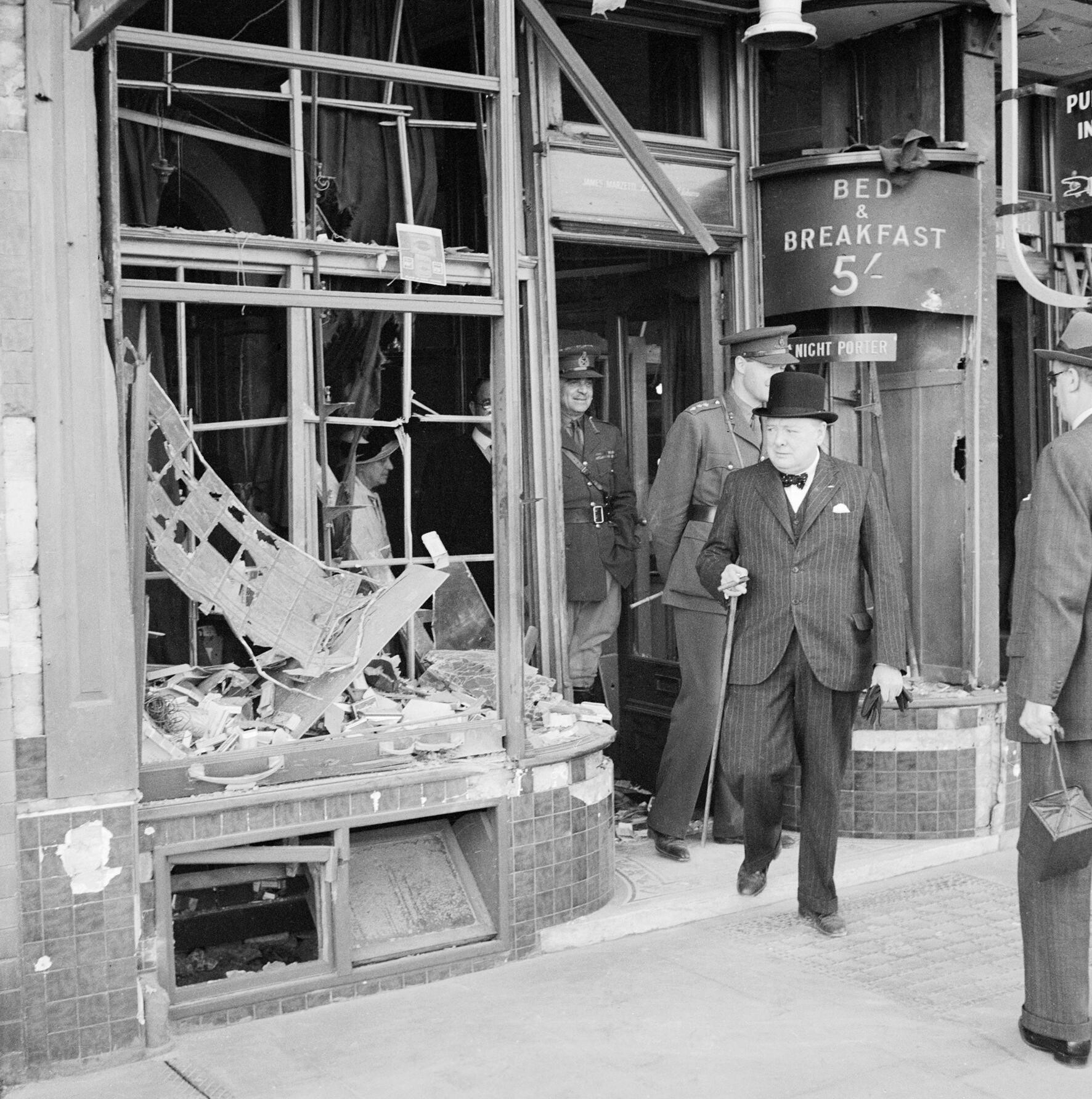
1940年8月，丘吉尔在英格兰肯特郡察看遭轰炸的建筑。

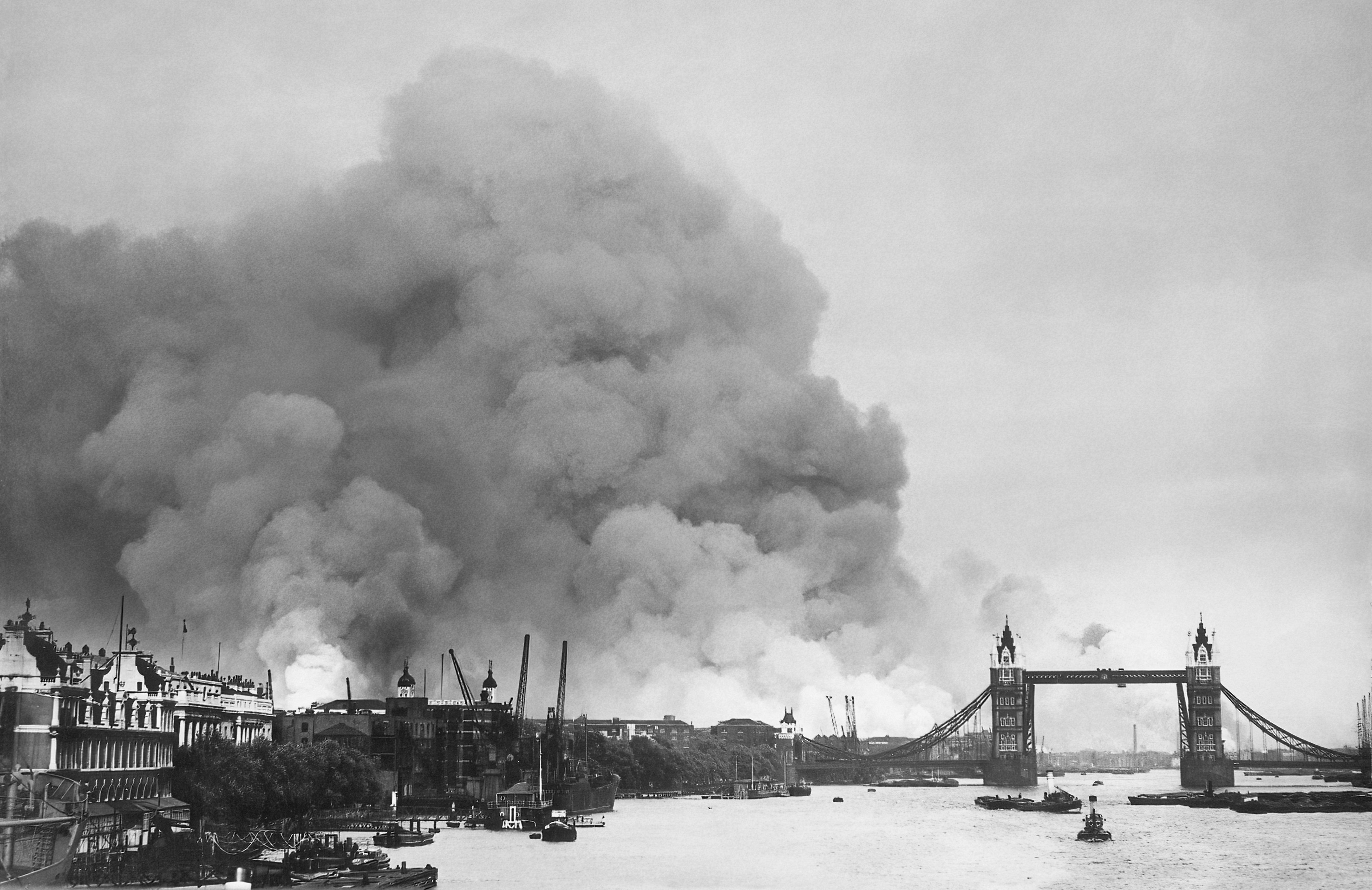
不列颠战役中正在遭受轰炸的伦敦城区，摄于1940年9月7日，德军于此日开始大规模轰炸伦敦。

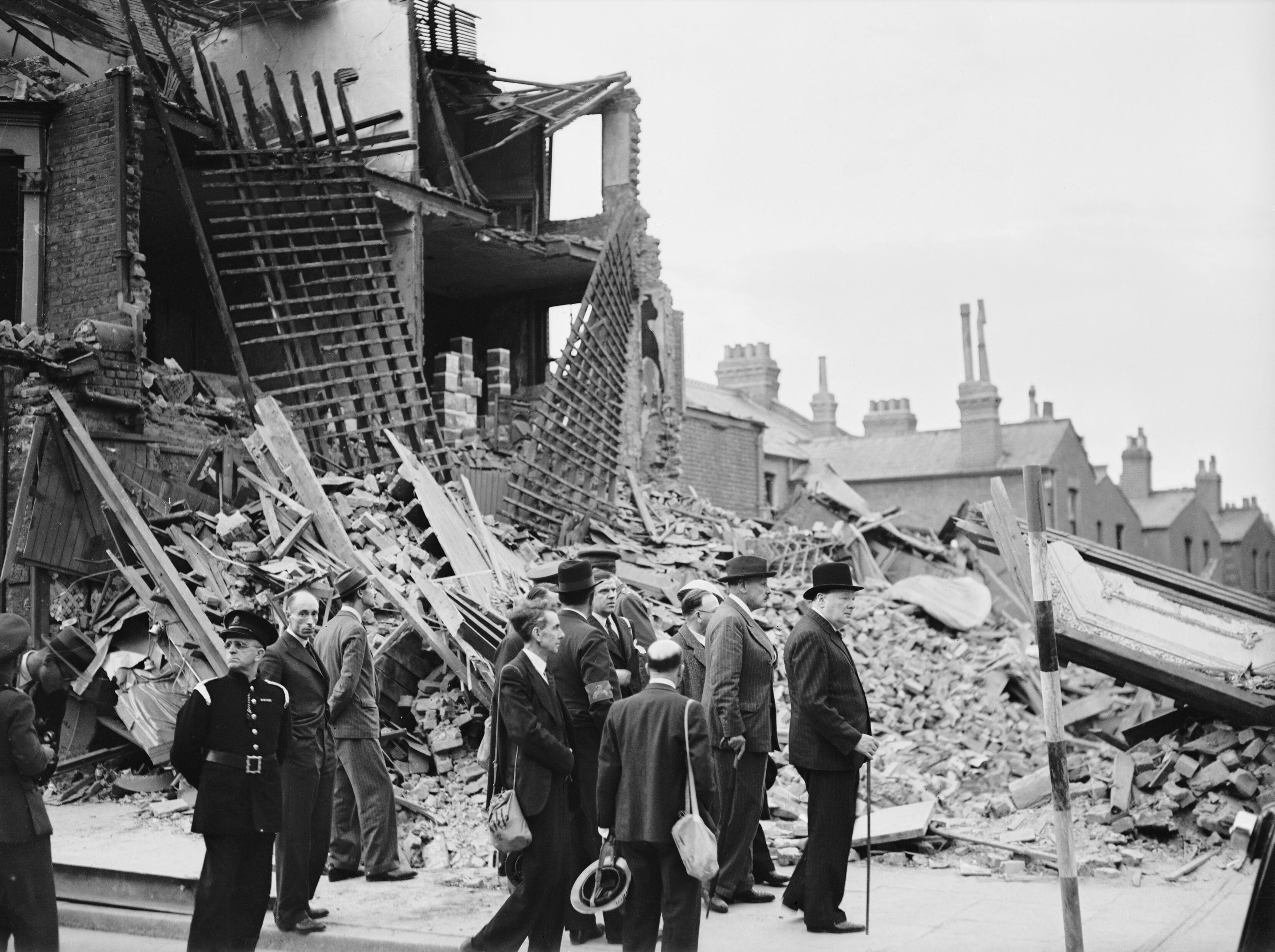
丘吉尔（右一）察看伦敦East End区被炸毁的建筑废墟，1940年9月8日。

在征服法国后，希特勒曾提出愿与英国在瓜分世界的基础上和谈。当时的英国处境虽然困难，但丘吉尔仍断然拒绝了此案。在和谈破裂后，希特勒决定对英国动武。1940年7月，希特勒当局开始制订入侵英国的“海狮作战”（Operation Sea Lion）计划。同月，不列颠战役正式打响，英德空军就此展開了人类历史上第一次大规模的空战。彼时的两国空军实力存在不少差距，德国出动了约2400架战机，而英国方面只有约700余架。并且，德军每天平均出动飞机1000架次，而英國皇家空軍在飞行员的人数上即处于劣势，一个人每天必须执行3次左右的任务，战况艰困。但英国人民同仇敌忾，相继使用炮战、通讯战、雷达战等作战形态，使德国来势汹汹的空中攻势进展迟缓。8月15日，德国方面又出动1700余架飞机进军英国进行轰炸，但被飞机数量仅为自身一半有余的英国空军再次重创，损失惨重。8月20日，丘吉尔在下院赞扬皇家空军飞行员的英勇表现：“在人类战争的领域裡，从来没有过这么少的人对这么多的人作出过这么大的贡献。”
到了9月7日，明确意识到短期内不易取得英国制空权的德国决定停止大规模空战，改以对伦敦等大城市进行不分昼夜的狂轰滥炸。自9月7日起，德军以每晚平均200架飞机的兵力连续对英国首都伦敦进行密集轰炸，仅头两日就造成800多人死亡。在这期间，丘吉尔多次赴被炸现场视察。虽然丘吉尔不止一次地在被炸房屋的废墟中流泪，但他仍然以坚韧的态度领导英国军队抵抗纳粹的进犯。直至9月17日，受到顽强抵抗的希特勒决定无限期推延“海狮”计划，10月又宣布推迟计划到来年春天，并将侵略的目光移向了东边的苏联，不列颠战役遂以英国的胜利而告终。整个战役中，德国损失的战机数量约为英国的2倍，阵亡的飞行员数量约为英国6倍；但英国也付出了86000余人伤亡和100余万栋建筑被炸毁的惨重战争成本。即便如此，众志成城的英国人民在丘吉尔政府的组织领导下以弱胜强，这在世界反法西斯战争史上写下了浓墨重彩的一笔。

#### 关键盟友

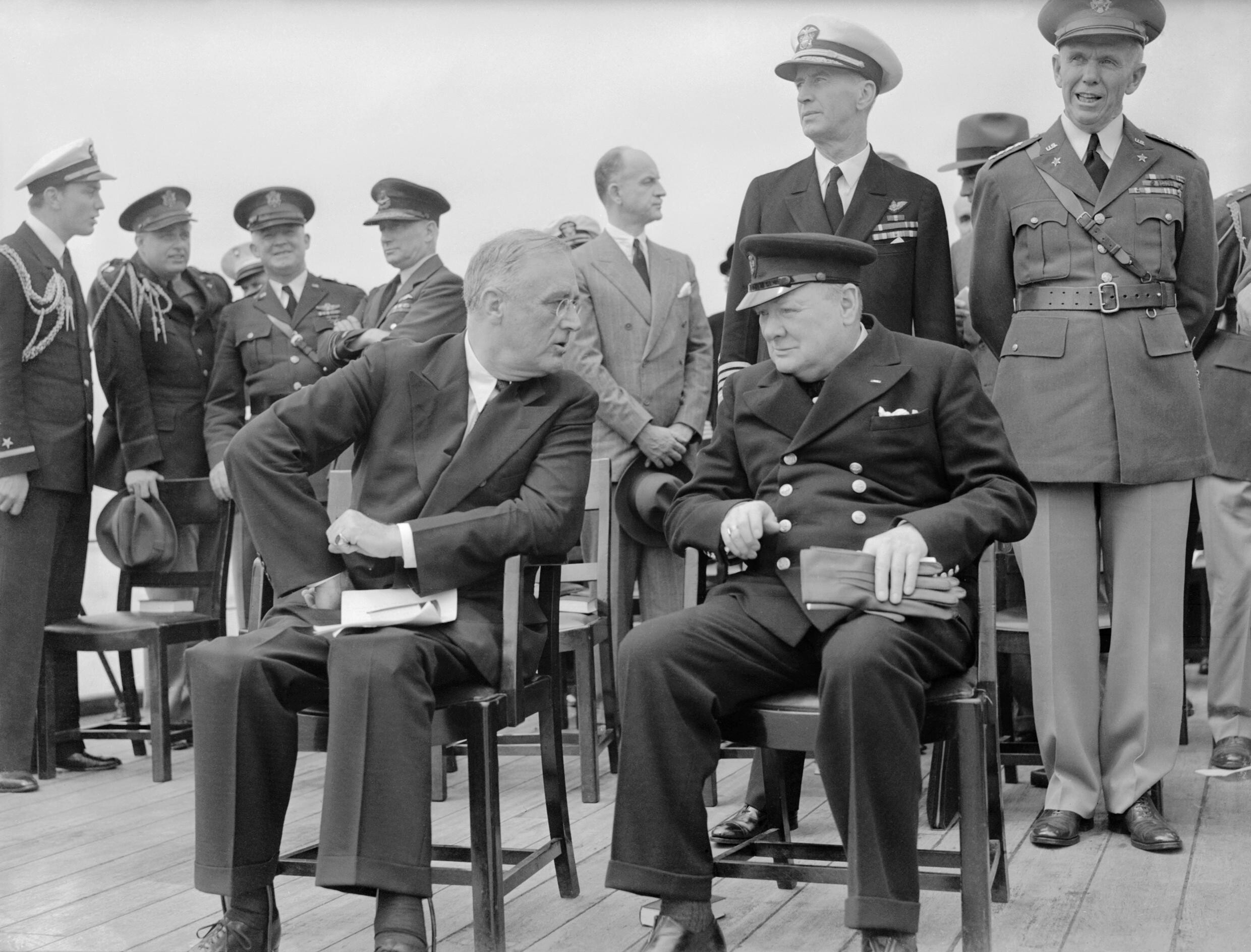
丘吉尔与罗斯福，摄于1941年8月。

丘吉尔与美国总统罗斯福在战时的良好关系，使得英国在生死存亡的战争关头从美國获得了大量的援助。自1940年7月起，罗斯福不顾美国国内激烈的反对声浪，向英国出售包括50万支步枪、8万挺机关枪、1亿3千万发子弹、100万发炮弹等军用物资。8月，在丘吉尔的提议下，经两国艰苦的磋商，以及罗斯福本人对美国国会的游说，美国最终同意向英国海军提供50艘驱逐舰，而英国则以租赁的方式将其在海外的军事基地交予美国使用。然而，处于战争旋涡之中的英国支出十分庞大，至当年12月时，其美元储备已经耗尽，但此时的英国万万不能脱离美国的军事“输血”。于是，丘吉尔亲自写信给罗斯福，谈道：“如果英国在这场戰争的高潮中被夺去它全部可以销售的资产，使得我们用鲜血赢得了胜利，拯救了文明，替美国争取了充分装备以防不测后却一贫如洗，那在原则上是错误的。”收到该信后，罗斯福提出以“租借”的方式继续向英国提供军需物资。两个月后，租借法案在美国国会获得通过，在罗斯福12月30日的著名演說中，称“我们必须成为民主国家的兵工厂。”
1941年12月7日，偷袭珍珠港事件发生，使得战局出现关键转折——原本处于中立的美国也宣布参战，加入同盟國一方。自此，丘吉尔相信盟军的实力已不可抵挡，胜利的曙光也已可见。12月22日，丘吉尔还曾冒着被德国潜艇袭击的风险访问美国。

#### 不得已的联手及最终胜利

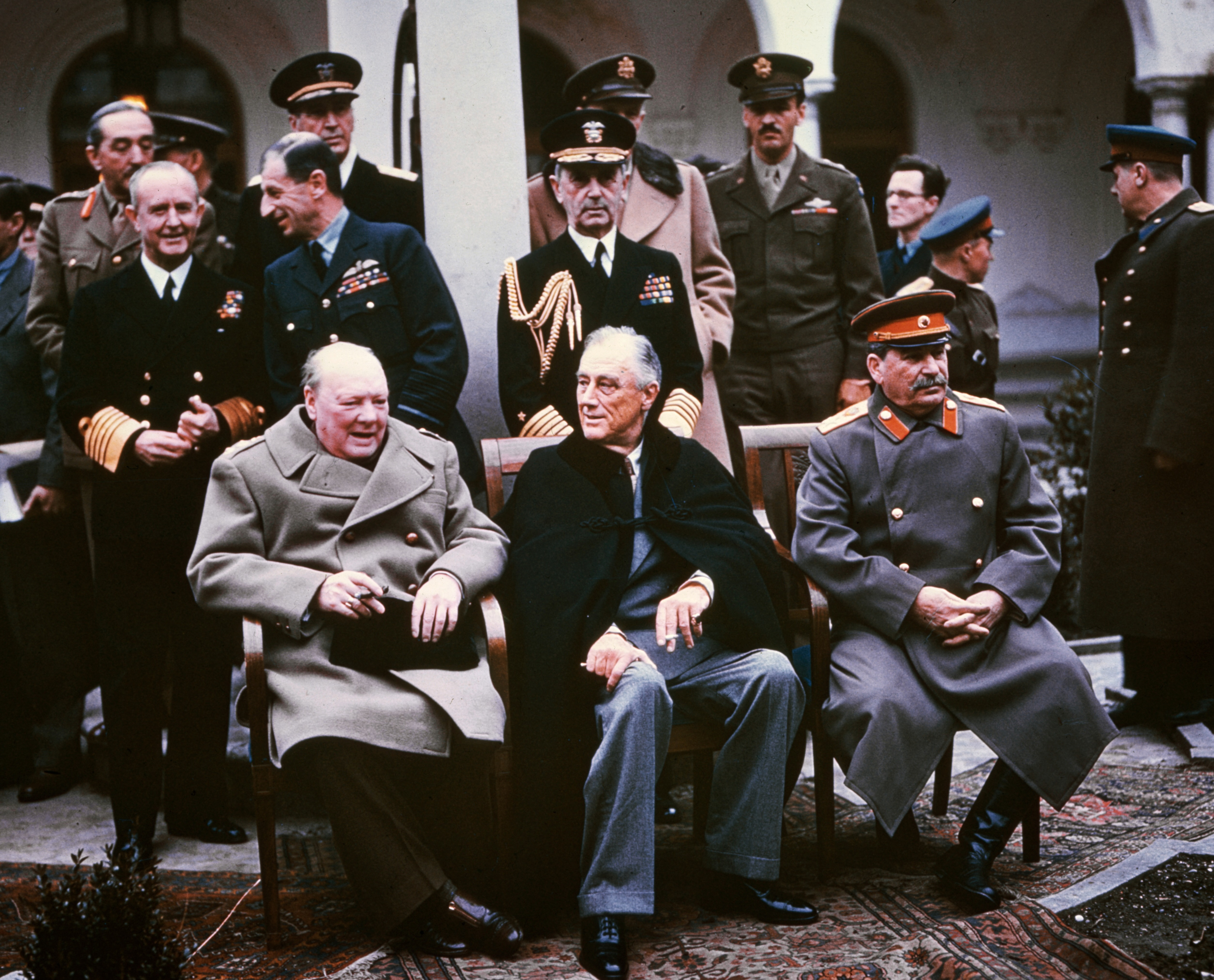
1945年2月，丘吉尔、罗斯福和斯大林在雅爾達會議上的合照，此三人被称作“三巨头”。

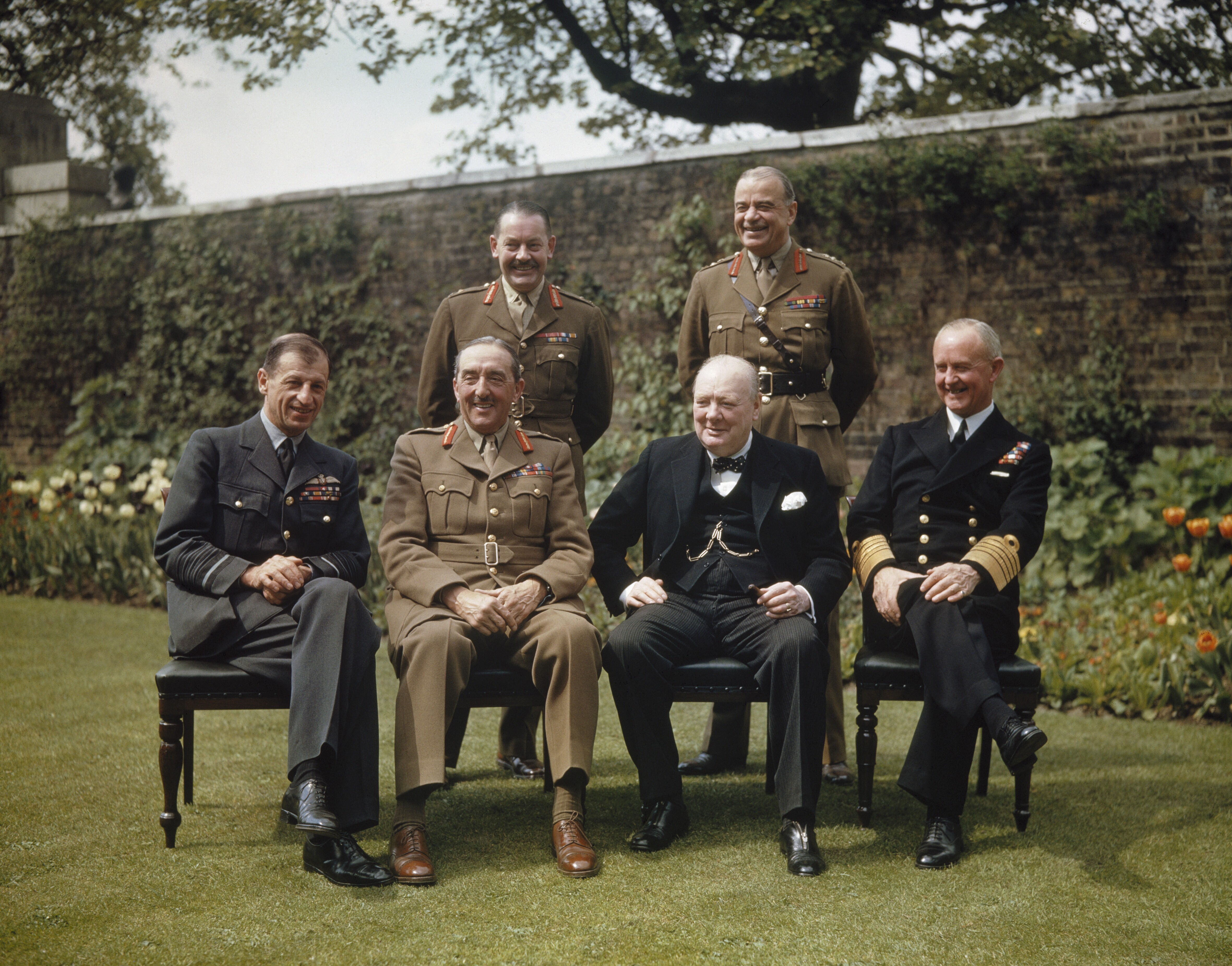
1945年5月7日，宣布战争胜利后的丘吉尔（前排右二）与他的核心幕僚在一起。

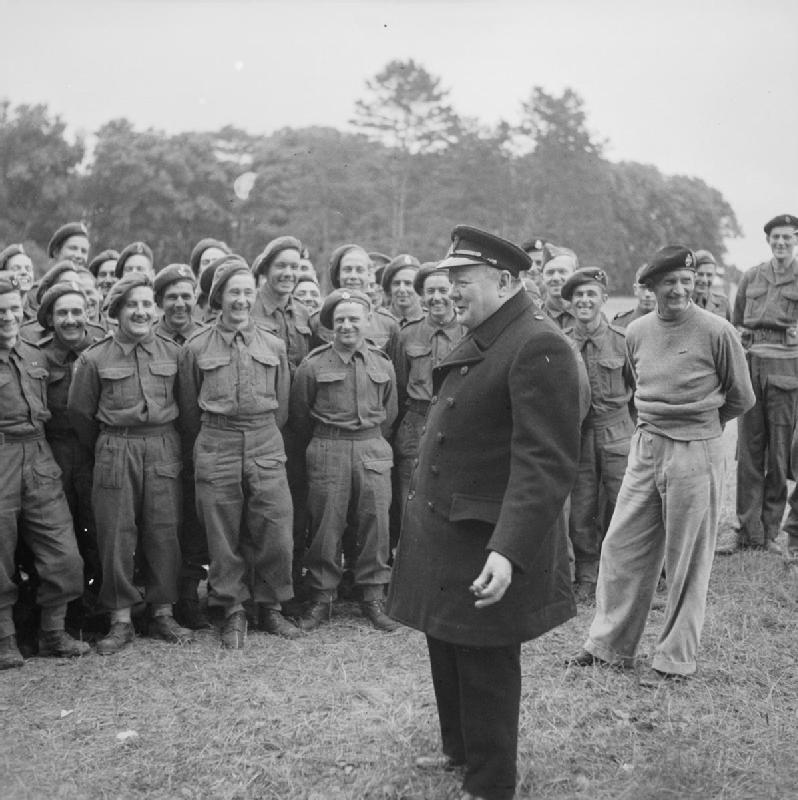
1944年7月，丘吉尔在诺曼底慰问参与登陆战的军队士兵。

战争胜利时，丘吉尔向民众挥手致意，并比出他标志性的“V”字手势。

战争中丘吉尔与苏联领导人斯大林的关系十分特殊，因为丘吉尔素来持有鲜明的反共立场，但是在二战中受形势所迫，只能与斯大林合作才能对抗迅速膨胀的纳粹德国。1941年6月22日，德国向苏联宣战的当晚，丘吉尔就向全国民众发表演說称：“在过去的25年中，没有一个人像我那样始终一贯地反对共产主义。我并不想收回我说过的话，但是这一切在正在我们眼前展现的情景对照之下，都已黯然失色了……任何对第三帝国作战的个人或国家，都将得到我们的援助。任何跟着希特勒走的个人或国家，都是我们的敌人。”
1942年1月1日，丘吉尔代表英国，与美国、中華民國以及苏联的代表共同在《联合国宣言》草稿上签字，为战后的世界做出规划。之后丘吉尔又相继出席了魁北克會議、卡萨布兰卡会议、开罗会议（该次会议是由罗斯福、蒋介石和他共同出席）、雅尔塔会议、波茨坦会议等峰会，与罗斯福、斯大林等领导人多次会面，商讨战时及战后世界局势。
1942年8月，丘吉尔访问苏联，向斯大林保证盟军很快就会在欧洲大陆开辟第二战场，减轻苏联独自面对德军的压力。1944年6月6日，在拖延了两年后，盟军的诺曼底登陆行动终于开始，斯大林向丘吉尔表示祝贺，称这次行动在“战争史从来也没有过足以与之类比的事业”。从此之后盟军很快就解放了法国，然后开始向德国本土进攻。次年4月，盟军和苏联军队在德国易北河会师。1945年4月30日，希特勒自杀，随后，5月7日德国宣布无条件投降。次日丘吉尔向英国人民宣告，英国已经赢得了第二次世界大战的胜利。

### 意外的“忘恩负义”与“铁幕”演说（1945-1951）

#### 紧随胜利的落败

1945年7月的英国议会选举结果，工党（红色）以巨大优势战胜保守党（蓝色）而得以执政。

战争结束后，战时内阁也随之解散。因此，丘吉尔于1945年5月23日宣布内阁总辞，并将大选定于当年7月5日举行。但出乎意料的是，原本信心满满、认为凭借丘吉尔在战争中的功劳定能顺利当选的保守党，却在大选中惨败，丘吉尔本人虽然当选议员，但是保守党只获得了197席，而工党却赢得393席，得以组阁执政，工党领袖克莱门特·艾德礼出任首相。究其原因，主要是因为工党提出的建设福利国家的目标与表现出的乐观信心对战后饱受创伤、一贫如洗的英国社会有着极大的吸引力。而保守党方面则继续保持着战争的戒备状态，与人民渴望和平安宁的愿景相左，因而没有受到人民的认可。
1945年7月26日，丘吉尔卸下了首相职务。

#### “铁幕”演说

丘吉尔提出的“铁幕”（图中黑色标注之边界）首次界定了冷战的局势。

邱吉爾是早期的「泛歐洲主義者」之一，對成立共同市場和歐盟起了先導作用。此外，他又成功為法國爭取在聯合國安全理事會成為常任理事國，以便抗衡蘇聯的勢力。
下台后的丘吉尔开始计划撰写第二次世界大战的回忆录。同时丘吉尔于1946年访问美国，在这次访问中他於密蘇里州的西敏學院发表了著名的铁幕演说，而時任美國總統杜魯門也是坐上聽眾之一，他說：
从波罗的海边的什切青到亚得里亚海边的的里雅斯特，一副横贯欧洲大陆的铁幕已经拉下。
在当时这篇演讲引起很大迴響，因为此时苏联和西方国家的关系还未破裂。但是今天丘吉尔的铁幕演说被认为是冷战开始的标志。另外，丘吉尔也很早就提出要恢复德国的实力，共同抵御共产主义在欧洲的扩散。

### 復任首相（1951-1955）

#### 回到唐宁街

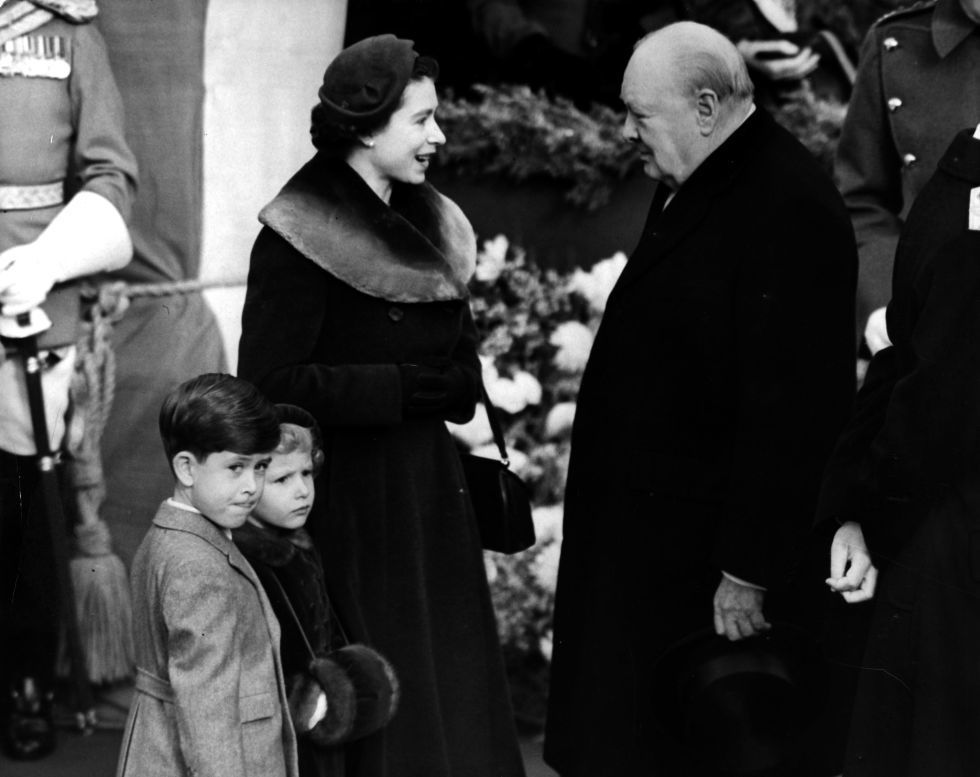
丘吉尔与伊丽莎白二世女王，1953年2月。

1951年大選，保守黨擊敗工黨，重新執政，丘吉尔再度出任首相，并凭借其文学功底在1953年获得诺贝尔文学奖。任內他與美國維持著「特殊關係」，並著手重整戰後的秩序，積極推動韓戰停戰，使英國得以退出朝鮮半島的泥淖，并在1954年与中国领导人毛泽东一起通过派遣其副首相兼外交大臣安东尼·艾登与中国总理兼外长周恩来一起出席联合国安理会成员国外长1954年日内瓦会议的形式，达成两国之间互派代办的协议，从而实现了两国关系正常化，从而也使得英国成为了第一个和中华人民共和国建立正式外交关系、实现邦交正常化、互派代办、互设代办处以及互相拥有外交特权与豁免待遇的西方大国。也是在这一年（1954年），在他担任首相期间，在瑞士举行的世界杯赛上，英格兰队历史上首次打进世界杯八强。然而他的本土事務卻受著一連串的海外危機的陰影所籠罩，而海外危機之發生卻是因為英國戰後國力之衰退所促成的。儘然英國在戰後國力開始衰弱，但邱吉爾仍然視英國為一股重要的國際力量，並經常介入海外危機。

#### 依舊不寧的帝國世界
1951年，肯尼亞人民要求殖民地政府進行土地改革，並讓人民有更大的參政權利，但是這些訴求遭到殖民地政府的拒絕。結果在1952年引發了茅茅之亂。1952年8月17日，殖民地政府宣佈進入緊急狀態，英國政府隨即派出軍隊鎮壓，由於動亂一方頑強抵抗，英軍於是加緊剿滅力度，遂使肯尼亞全國陷入內戰狀態。
1953年，茅茅叛亂份子對忠於英國的基庫尤人（Kikuyu）進行大屠殺，史稱「拉里大屠殺」。邱吉爾遂改以「剿撫並用」，一方面繼續加大軍事行動，一方面又重新展開被艾德禮於1951年終止的和談，但這些和談在他下野後又告終止。此外，他又指派陸軍将领區士覲爵士（Sir George Erskine）開展「鐵砧行動」和「斧頭行動」，分別清滅在內羅畢和市郊的動亂份子。

在东南亚的馬來亞，自1948年開始亦出現了反英运动，一直到邱吉爾上台仍未解決。而邱吉爾亦選擇以軍事途徑解決，與願意和英國站在同一陣線的親英份子結成聯盟，镇压叛亂份子。此外，他在马来亚宣布紧急状态並展開「民心運動」，以及實行“毕利斯计划”即住在森林边缘的村落居民赶入新村，而這些方略日後被美国在越戰中仿傚。

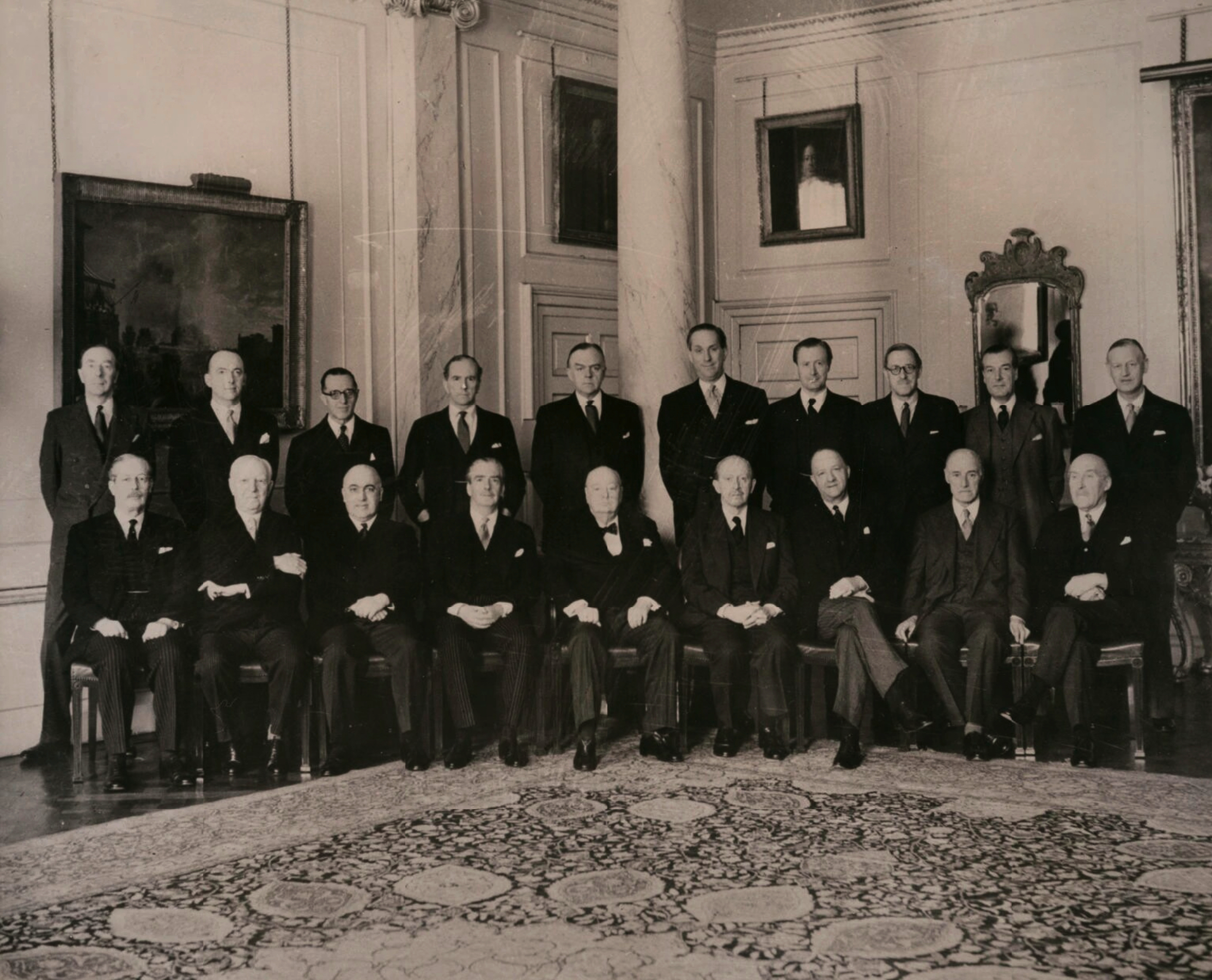
1955年，丘吉尔（前排中央）与其内阁成员合影。

馬來亞叛亂份子為游擊隊性質，以當地人為主。因此英軍在馬來亞的軍事行動，比當時伊朗和肯亞的軍事行動更得人們的支持。而在危機的高潮時，更一度有超過35,500名英軍駐守馬來亞。至於叛亂份子為軍隊所極力鎮壓後，亦隨之失去了地方民眾的支持。
雖然游擊隊不再受支持，但危機也反映出英國不能再在該區長此管治下去。於是在1953年，邱吉爾政府開始扶植新加坡和附近一帶的英國屬土獨立。至於馬來亞，則在邱吉爾1955年下野前的數天首次舉行選舉，一直至1957年艾登首相任內，馬來亞才正式獨立。

### 晚年（1955-1965）

#### 退隐
1954年11月30日，邱吉爾迎来了80岁華誕，議會兩院在西敏寺為他舉行隆重的慶祝活動。由於年事已高，精神和體力大不如前，邱吉爾以80歲之齡在1955年4月5日辭去首相一職，當他走出唐寧街10號首相府官邸時他吸著雪茄，打出有名的「V」手勢向群眾致意，然後就坐上汽車，在人們的歡呼聲中離去。
邱吉爾退任後，首相一職由其副手、時任外相的安東尼·艾登接任，艾登早已對首相一職具有野心，更早在1952年迎娶了邱吉爾的姪女。至於邱吉爾本人則在退休後主要居於肯特郡韋斯特咸（Westerham）以南兩公里的查特韋爾大宅（Chartwell House），但仍然保留著下議院議席，至1964年方才正式退休。

#### 與世長辭

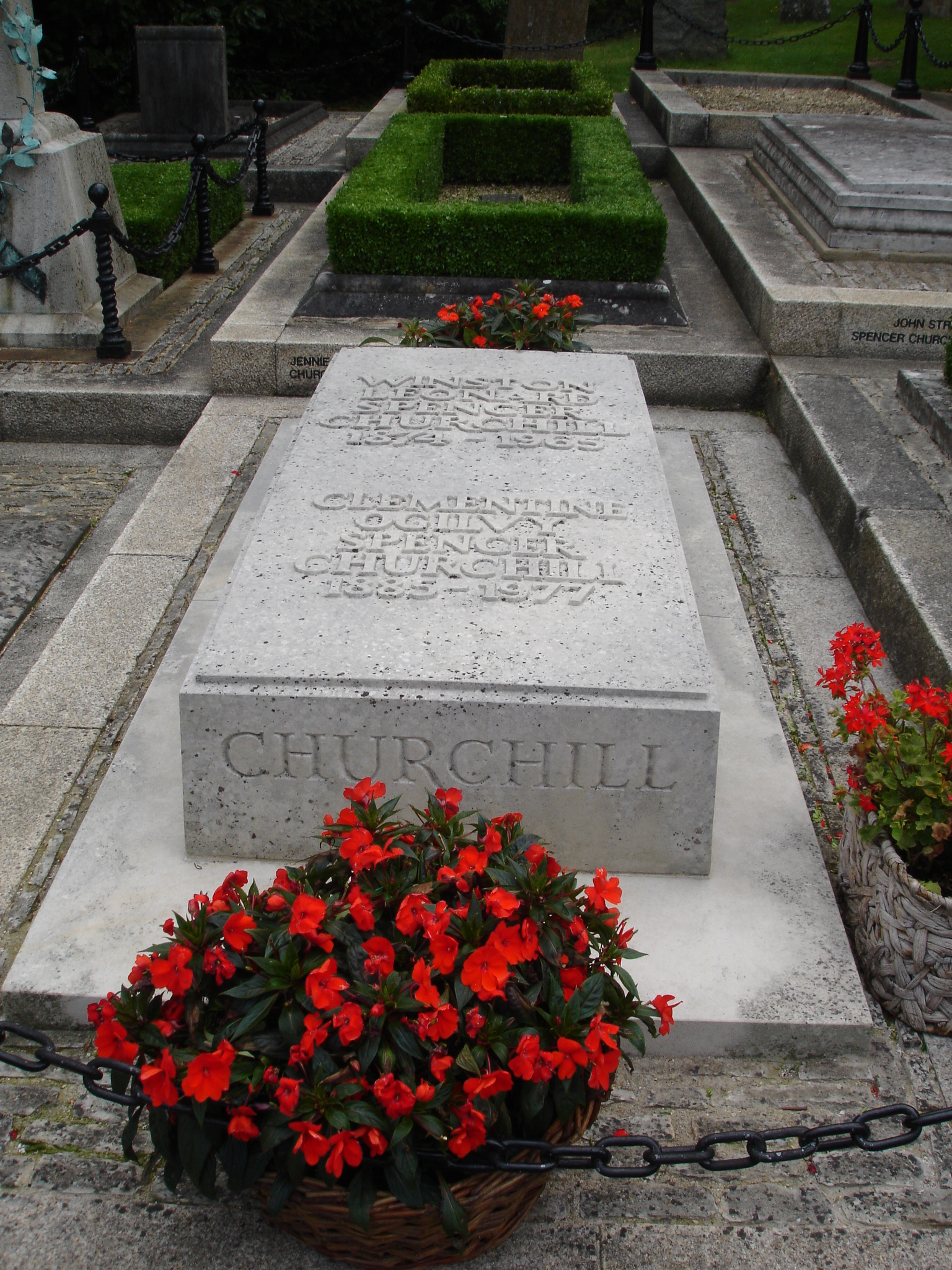
邱吉爾與其妻子的墓碑，位於巴拉頓（Bladon）聖馬丁教堂

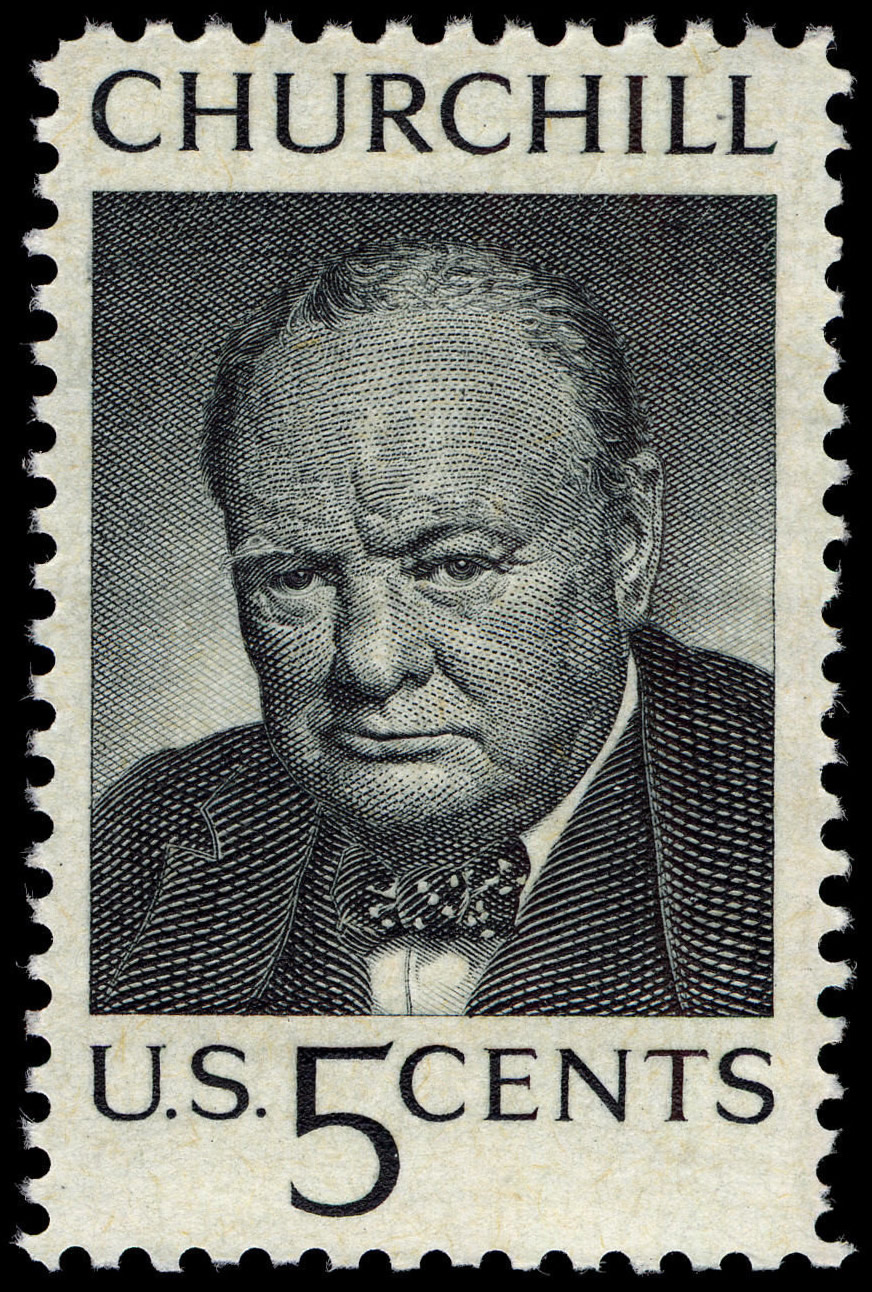
1965年5月，美国发行的丘吉尔纪念邮票。

晚年的邱吉爾曾多次罹患中风。1965年1月15日，邱吉爾再次中風，最終在9日後，即1965年1月24日逝世，享年90歲，無獨有偶，他的父親也是在70年前的同一天逝世的。
在伊丽莎白二世女王的命令下，邱吉爾的靈柩在西敏大堂停靈三日，供民众弔唁。此後在圣保罗座堂舉行國葬儀式。這是自1914年以來，首次有非王室成員舉行如此高規格的葬禮，而自他以後，至今亦未曾舉行同等的葬禮。另外，议会也休会三天，以示悼念。
在國葬儀式舉行當日，大约有32万民众前来向丘吉尔致敬，超過100個國家的政要出席了喪禮，當中包括了法國總統戴高樂、加拿大總理萊斯特·皮爾遜和南羅德西亞總理伊恩·史密斯等等，另外，皇室成員亦有出席此次喪禮。而灵柩則由议会议长和3名政党黨魁，以及国防和海陆空参谋长守护。儀式完結後，邱吉爾的靈柩被送到泰晤士河的一艘遊艇上，鄰近港口所有吊臂一概下垂以示鞠躬。此外，皇家炮兵隊發出19響禮炮致敬，皇家空軍亦派出16架戰機在場飛過。根據邱吉爾生前遺願，由於他先於戴高樂去世，所以靈柩特地由遊艇送到倫敦的滑鐵盧火車站，以讓他勿忘當年拿破崙被威靈頓公爵敗於滑鐵盧之辱。靈柩稍後由火車送到他的出生地伍德斯托克布倫海姆宮附近的巴拉頓，並安葬於當地聖馬丁教堂的家族墓地。
至於在美國，由於邱吉爾出殯日為1月30日，正好是他的盟友前美國總統富蘭克林·德拉諾·羅斯福的冥壽，因此當地的悼念活動由羅斯福的後人所帶領。

## 家庭

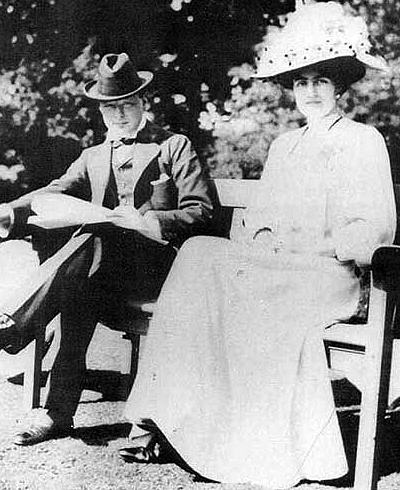
邱吉爾與未婚妻克萊門汀·霍齊爾在1908年結婚前合影

邱吉爾早年曾向女演員埃塞爾·巴里摩爾求婚，可是遭到了拒絕。此後邱吉爾在1908年3月的一次晚宴認識了克萊門汀·霍齊爾（1885年4月1日－1977年12月12日），兩人旋即在同年9月12日結婚，婚禮在名聞遐邇的聖瑪格麗特教堂舉行。他們兩人共生有5名孩子：
- 黛安娜·邱吉爾 （1909年－1963年）
- 倫道夫·弗雷德里克·愛德華·邱吉爾 （1911年－1968年）
- 莎拉·邱吉爾 （1914年－1982年）
- 瑪麗葛·邱吉爾 （1918年－1921年）
- 瑪麗·邱吉爾 （1922年－2014年）

邱吉爾的後人多有從政，例如他的外孫尼古拉斯·索梅斯和孫子溫斯頓·斯賓塞-邱吉爾都是國會議員。
邱吉爾與妻子在1922年購下肯特郡韋斯特勒姆以南兩公里的查特韋爾莊園，作為他不在倫敦工作時的別墅。邱吉爾十分喜歡那裡，直到逝世前也常到那裡小住。在那裡除了可以畫畫外，更不時有黑天鵝出沒。
繪畫是邱吉爾平生最大的興趣之一，他一生的作品包括逾570件畫作和兩件雕塑。而皇家戲劇藝術學院更曾向他頒贈證書。在邱吉爾身後，其畫作大多都得到妥善收藏。

## 榮譽
自1941年至去世為止，邱吉爾一直出任五港總督，該職乃屬名譽性質。同樣在1941年，加拿大總理威廉·萊昂·麥肯齊·金委任邱吉爾為女皇陛下加拿大樞密院的顧問官，使他同時是加拿大和英國樞密院的成員。
到1953年，他又獲得另外兩項重要獎項。首先是獲頒贈嘉德勳章，成為爵士；此外他又憑《第二次世界大戰回憶錄》一書取得諾貝爾文學獎，評審委員會指出，「通過兩次世界大戰親身經歷，傳承家族的騎士傳統，以純熟的母語對變動的世界作出敏銳反應......精通歷史和傳記的藝術，以及他那捍衛崇高的人類價值的光輝演說」，因此獲得該獎。
邱吉爾在1955年退休的時候，英女王伊丽莎白二世伉儷特地親臨唐寧街與邱吉爾夫婦共進晚餐，自他以後，只有哈羅德·威爾遜曾享同樣的殊榮。雖然邱吉爾退任首相，但他則保留議會議席和出任布里斯托大學校監一職至1964年。此外他又在1959年取得下院之父的名銜，以突顯他在下院服務時間最長的資歷。
邱吉爾在1955年卸任首相後，曾獲得晉升為公爵的機會。當時他曾仔細考慮，並選擇以倫敦公爵為封號。但由於其子倫道夫希望繼續在下院發展政治事業，而邱吉爾一旦接受爵位，那他死後倫道夫會因為繼承公爵爵位自動喪失下議院議員的資格，進入上議院（當時並未有任何讓貴族終身放棄爵位，而保留後代擁有貴族爵位權利的法案），因此邱吉爾最終拒絕接受公爵爵位。而至今為止，亦再沒有平民獲公爵爵位。
以下列出其他較次要的榮譽：
- 1939年邱吉爾戰車用邱吉爾的名字命名

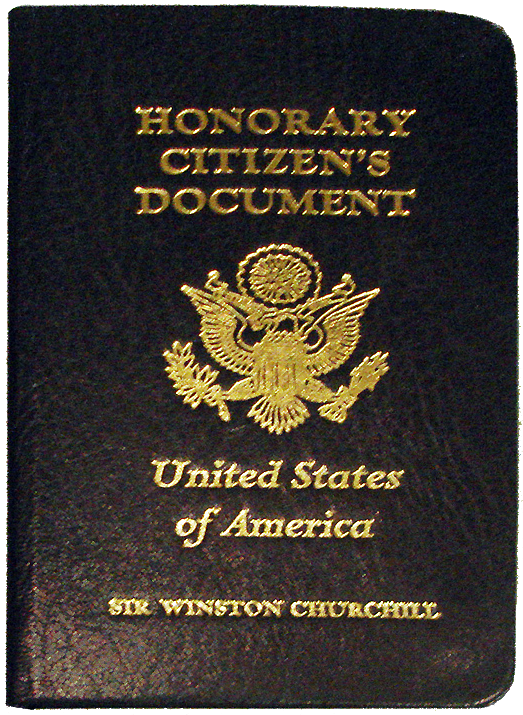
温斯顿·丘吉尔作为美国荣誉公民的身份证件，由美国总统约翰·肯尼迪赠予。该证件虽在外观上与护照相似，但并不具有护照的功能。

- 1956年在阿亨獲查理大帝獎，此獎乃授予對歐洲統一有貢獻者。
- 1960年劍橋大學設立邱吉爾學院，以紀念邱吉爾。
- 1963年，美國國會通過向邱吉爾贈美国荣誉公民的地位，由邱吉爾的兒子和孫子到美國代為出席頒贈儀式，這是美國首次頒贈榮譽美國公民銜。
- 在加拿大，一共有8間院校以邱吉爾命名。該8間院校方別位於溫哥華、溫尼伯、漢米敦、京士頓、聖凱瑟琳斯、萊斯布里奇、卡爾加里和渥太華。
- 2002年，BBC舉行一個名為「最偉大的100名英國人」的調查，結果邱吉爾獲選為有史以來最偉大的英國人。
- 2016年，英格蘭銀行首度發行塑膠鈔，以邱吉爾為5元鈔背面人像，設計中並包含他的諾貝爾文學獎獎章、出生地布倫海姆宮、西敏宮及其標誌的大笨鐘等細節。[6]

## 相關中文書籍
邱吉爾著作的譯本：
- 吳澤炎、沈大銈、萬良炯/譯，《邱吉爾第二次大戰回憶錄》，上海市：商務，1948年。
  - 中外文化資料供應社/譯，《邱吉爾大戰回憶錄》，南京市：中華印刷出版公司發行，1948年
  - 譯者不詳，《邱吉爾第二次世界大戰回憶錄》，台北市：文星書店，1965年。
  - 邱吉爾/原著，譯者不詳，《第二次世界大戰回憶錄》，高雄市：大眾，1976年再版。
  - 諾貝爾文學獎全集編譯委員會/編譯，《邱吉爾(1953)》，台北市：九華出版：環華發行，1981年。
  - 吳萬沈等人/譯，《第二次世界大戰回憶錄》，台北縣新店市：左岸文化出版，2002年、2005年再版。
  - 《丘吉尔二战回忆录》（全12册），2012年，译林出版社
- 劉會梁/譯，《英語民族史》，台北縣新店市：左岸文化出版，2004年。
  - 《英語民族史》全四册，2004年 南方出版社
  - 《英語民族史》，2017年 新华出版社
  - 《英語民族史》全四册，2022年 中共中央党校出版社
- 吳良健等人/譯，《世界危機：第一次世界大戰回憶錄》，台北縣新店市：左岸文化出版，2006年。
  - 《一战回忆录》，中文版，2015年，中国画报出版社
  - 《丘吉尔第一次世界大战回忆录》全五册，2023年，北京时代华文书局

其他繁體參考書籍：
- 古真/譯，《邱吉爾》，台北市：名人，1988年再版。
- 吳圳義/著，《邱吉爾與戰時英國(1939-1945)》，台灣商務，1993年。
- David Mason/著，鄭向黎/譯，《邱吉爾》，星光出版，1995年。
- 李積順/著，《邱吉爾─承受不起的戰爭》，世潮，2001年。
- 西莉亞‧桑地斯、強納森‧李特曼/合著，張慧英/譯，《邱吉爾的領導智慧》，天下文化，2004年。
- 卡爾/著，《邱吉爾》，經典人物館，2004年。
- 周宏偉/著，《英國第一偉人》，培真文化，2004年。
- Anthony Storr/著，鄧伯宸/譯，《邱吉爾的黑狗：憂鬱症與人類心靈的其他現象》，立緒出版，2005年。
- 張讓/著，《英國傳奇首相：邱吉爾》，三民書局，2008年。
- 保羅‧約翰遜/著，《邱吉爾：樂在危險的人生》，左岸文化，2009年。
- 亞倫‧麥當勞/著，《邱吉爾和他的光榮戰役》，知書房，2009年。
- 徐琰/著，《傳奇英雄─邱吉爾》，驛站，2009年。

其他簡體參考書籍：
- 塞‧哈夫納(德)/著，《邱吉爾》，河北教育出版社，2001年。
- 朱磊/著，《邱吉爾與他鍾愛的女性》，海南出版社，2002年。
- 薩本仁、薩支輝/著，《邱吉爾與英國對外政策：1933~1945》，世界知識出版社，2003年。
- 漢密爾頓(加拿大)/著，《溫斯頓‧邱吉爾》，上海外語教育出版社，2008年。

## 相关艺术作品

### 電影
- 《戰爭與冒險》（1972）：由西蒙·沃德（英语：Simon Ward）飾演。
- 《天降雄鷹》（1976）：由Leigh Dilley飾演。
- 《集結風暴（英语：The Gathering Storm (2002 film)）》（2002）：由亞伯特·芬尼飾演。
- 《惡棍特工》（2009）：由羅德·泰勒飾演。
- 《不懼風暴（英语：Into the Storm (2009 film)）》（2009）：由布蘭頓·葛利森飾演。
- （2010）：由提摩西·司伯飾演。
- 《邱吉爾（英语：Churchill (film)）》（2017）：由布萊恩·考克斯飾演。
- 《至暗时刻》（2017）：由蓋瑞·歐德曼飾演。
- 《牛津解密》（2019）：由布倫丹·派翠克飾演。
- 《死間行動》（2021）：由賽門·羅素·貝爾（英语：Simon Russell Beale）飾演。
- 《非紳士特攻隊》（2024）：由羅里·金尼爾飾演。

### 電視
- 《溫斯頓·邱吉爾：荒野歲月（英语：Winston Churchill: The Wilderness Years）》：由勞勃·哈迪飾演。
- 《不愛江山愛美人》：由勞勃·哈迪飾演。
- 《戰爭與回憶（英语：War and Remembrance (miniseries)）》：由勞勃·哈迪飾演。
- 《神秘博士》–〈腳下巨獸〉、〈戴立克得勝〉、〈潘多拉魔盒開啟〉、〈瑞芙·桑恩的婚禮（英语：The Wedding of River Song）〉：由伊恩·麥克內斯（英语：Ian McNeice）飾演。
- 《浴血黑幫》：由安迪·尼曼飾演。
- 《王冠》：由約翰·李斯高飾演。

### 其他
- 《超級科學朋友（英语：Super Science Friends）》：網絡動畫，由Adam Shaheen（英语：Adam Shaheen）配音。

## 注腳
1. ↑  . BBC.   [22 December 2007]. （原始内容存档于2006-05-14） （英语）.
2. ↑  The Prime Minister (Mr. Churchill). . UK Parliament. 1940-05-13  [2021-01-03]. （原始内容存档于2018-06-20） （英语）.
3. ↑  The Prime Minister (Mr. Churchill). . UK Parliament. 1940-06-04  [2021-01-03]. （原始内容存档于2020-02-06） （英语）.
4. ↑  The Prime Minister (Mr. Churchill). . UK Parliament. 1940-06-18  [2021-01-03]. （原始内容存档于2021-03-08） （英语）.
5. ↑  . Foreign Affairs Manual Volume 8. U.S. Department of State. 2018-06-27  [2018-07-18]. （原始内容存档于2018-07-19）.
6. ↑  . Bank of England.   [2016年9月14日]. （原始内容存档于2021年4月20日） （英语）.

### 原始資料
- Churchill, Winston. The World Crisis (six volumes, 1923–31), 1-vol edition (2005); on World War I
- Churchill, Winston. The Second World War (six volumes, 1948–53)
- Gilbert, Martin, ed. Winston S. Churchill: Companion 15 vol (14,000 pages) of Churchill and other official and unofficial documents. Part 1: I. Youth, 1874-1900, 1966, 654 pp. (2 vol); II. Young Statesman, 1901-1914, 1967, 796 pp. (3 vol); III. The Challenge of War, 1914-1916, 1971, 1024 pp. (3 vol); IV. The Stricken World, 1916-1922, 1975, 984 pp. (2 vol); Part 2: The Prophet of Truth, 1923-1939, 1977, 1195 pp. (3 vol); II. Finest Hour, 1939-1941, 1983, 1328 pp. (2 vol entitled The Churchill War Papers); III. Road to Victory, 1941-1945, 1986, 1437 pp. (not published, 4 volumes are anticipated); IV. Never Despair, 1945-1965, 1988, 1438 pp. (not published, 3 volumes anticipated, See the editor's memoir, Martin Gilbert, In Search of Churchill: A Historian's Journey, (1994).
- James, Robert Rhodes, ed. Winston S. Churchill: His Complete Speeches, 1897-1963. 8 vols. London: Chelsea, 1974, 8917 pp.
- Sir Winston Churchill, His life through his paintings, David Coombs, Pegasus, 2003
- Quotations database （页面存档备份，存于）, World Beyond Borders.
- The Oxford Dictionary of 20th century Quotations by 牛津大學出版社（ISBN 0-19-860103-4）

## 外部連結
- Winston Churchill的作品  - 古騰堡計劃
- 邱吉爾學院網的邱吉爾生平 （页面存档备份，存于）
- 邱吉爾博物館及戰時內閣辦公室 （页面存档备份，存于），內有講述邱吉爾在戰時的地下辦公室。
- WW2DB:邱吉爾 （页面存档备份，存于）
- 邱吉爾世界歷史資料庫 （页面存档备份，存于）
- 邱吉爾中心 （页面存档备份，存于）
- 邱吉爾在《We Stood Alone》演講中的影音片段
- 重想邱吉爾第一至五章
- 邱吉爾在古巴 （页面存档备份，存于）
- 對邱吉爾的一些評鑑 （页面存档备份，存于）
- 另一生平介紹，內附不少邱吉爾的語錄
- 邱吉爾與偉大的共和國 （页面存档备份，存于），一個邱吉爾與美國關係的展覽介紹
- 邱吉爾與錫安主義 （特拉維夫大學Yoav Tenenbaum博士著）
- Prominent People - 邱吉爾爵士 （页面存档备份，存于）
- 邱吉爾 （页面存档备份，存于）
- 邱吉爾與德累斯頓大轟炸，英國國家檔案館館藏。
- 邱吉爾的香煙
- 邱吉爾紀念及博物館，位於美國密蘇里州 （页面存档备份，存于）
- 戰時內閣議程 （1942 - 42） （页面存档备份，存于）, （1942 - 43） （页面存档备份，存于）, （1945 - 46） （页面存档备份，存于）, （1946 - 46） （页面存档备份，存于）
- MCE European NAvigator （页面存档备份，存于），內附邱吉爾講話錄音
- 「真正的」邱吉爾 （页面存档备份，存于）
- 邱吉爾與歷史的考驗 （页面存档备份，存于）
- 邵力競：讀邱吉爾《二戰大戰回憶錄》 （页面存档备份，存于）

### 演講
- 温斯顿丘吉尔在艾布羅克斯球場的演说 （页面存档备份，存于）
- http://www.churchill-speeches.com/ （页面存档备份，存于）
- 《最美好的時光》講話錄音
- 史賓塞-邱吉爾家族的時序線
- 邱吉爾錄音 （页面存档备份，存于）

| 官衔                          | 官衔                         | 官衔                              |
| ----------------------------- | ---------------------------- | --------------------------------- |
| 前任者： 戴維·勞合·喬治       | 貿易委員會主席 1908年–1910年 | 繼任者： 悉尼·巴克斯頓            |
| 前任者： 赫伯特·格萊斯頓      | 內務大臣 1910年–1911年       | 繼任者： 雷金纳德·麦克纳          |
| 前任者： 雷金纳德·麦克纳      | 第一海軍大臣 1911年–1915年   | 繼任者： 亞瑟·貝爾福              |
| 前任者： 埃德溫·塞繆爾·孟塔古 | 蘭卡斯特公爵領地總裁 1915年  | 繼任者： 赫伯特·塞繆爾            |
| 前任者： 克里斯托弗·艾迪生    | 軍需部長 1917年–1919年       | 繼任者： 英弗福思勳爵             |
| 前任者： 米爾納子爵           | 陸軍大臣 1919年–1921年       | 繼任者： 拉明·沃辛頓-埃文斯爵士   |
| 前任者： 韋爾勳爵             | 空軍大臣 1919年–1921年       | 繼任者： 弗雷德里克·愛德華·蓋斯特 |
| 前任者： 米爾納子爵           | 殖民地大臣 1921年–1922年     | 繼任者： 德文郡公爵               |
| 前任者： 菲利浦·斯諾登        | 財政大臣 1924年–1929年       | 繼任者： 菲利浦·斯諾登            |
| 前任者： 斯坦厄普伯爵         | 第一海軍大臣 1939年–1940年   | 繼任者： A·V·亞歷山大             |
| 前任者： 內維爾·張伯倫        | 下議院領袖 1940年–1942年     | 繼任者： 斯塔福·克里普斯爵士      |
| 前任者： 內維爾·張伯倫        | 英國首相 1940年–1945年       | 繼任者： 克莱门特·艾德礼          |
| 前任者： —                    | 國防部長 1940年–1945年       | 繼任者： 克莱门特·艾德礼          |
| 前任者： 內維爾·張伯倫        | 英國保守黨黨魁 1940年–1955年 | 繼任者： 安東尼·艾登爵士          |
| 前任者： 威林登侯爵           | 五港總督 1941年–1965年       | 繼任者： 羅伯特·孟席斯爵士        |
| 前任者： 克莱门特·艾德礼      | 反對黨領袖 1945年–1951年     | 繼任者： 克莱门特·艾德礼          |
| 前任者： 克莱门特·艾德礼      | 英國首相 1951年–1955年       | 繼任者： 安東尼·艾登爵士          |
| 前任者： 伊曼紐爾·欣韋爾      | 國防部長 1951年–1952年       | 繼任者： 突尼斯的亞歷山大伯爵     |
| 前任者： 大衛·格倫費爾        | 下院之父 1959年–1964年       | 繼任者： 拉博·巴特勒              |